# Associação Académica da Universidade de Lisboa
A Associação Académica da Universidade de Lisboa (AAUL), fundada a 8 de Março de 2007, é a estrutura representativa dos interesses coletivos de todos os estudantes da Universidade de Lisboa (ULisboa).  
A AAUL é uma Associação com caráter Federativo, sendo reconhecida pelo Governo como uma Federação de Estudantes equilibrando um modelo de eleição directa pelos estudantes com a prossecução dos interesses institucionais das Associações Académicas e de Estudantes em si federadas. A AAUL é portanto a única estrutura híbrida a nível nacional. 
Cabe, por isso, à AAUL o trabalho de servir o interesse de todos os seus associados (art. 8.º do Estatutos da AAUL): 
1. Os Associados Ordinários - Os Estudantes da Universidade de Lisboa (doravante ULisboa);
2. Os Associados Extraordinários - As AAEEs da ULisboa federadas na AAUL.

## Estatutos da AAUL e Modelo Bicamaral
Estatutos da Associação Académica da Universidade de Lisboa (AAUL)
No seio da Associação Académica da Universidade de Lisboa (AAUL), o paradigma de duas câmaras, personificado pela Assembleia Magna e pelo Conselho Geral, encontra paralelos nas câmaras alta e baixa de sistemas parlamentares bicamerais. O termo câmara alta revela-se particularmente pertinente quando se analisa a estrutura e função destes órgãos no contexto da AAUL.
O Conselho Geral da AAUL emerge como o órgão de representação das Associações de Estudantes e dos alunos das Faculdades, desempenhando uma função essencial na definição das linhas programáticas da atividade da AAUL. A representatividade destas associações e faculdades no Conselho Geral reflete a diversidade de interesses e perspetivas, proporcionando uma visão mais abrangente e institucionalizada.
Por outro lado, a Assembleia Magna, assemelhando-se a uma câmara baixa, representa todos os estudantes da Universidade de Lisboa. Este é o ponto máximo de deliberação, onde todos os estudantes exercem uma voz direta na tomada de decisões sobre assuntos relacionados à AAUL. A participação direta dos estudantes na Assembleia Magna reflete a natureza popular e democrática desta câmara, em contraste com o caráter mais institucional do Conselho Geral.
Essa estrutura bicameral, semelhante aos sistemas parlamentares em várias partes do mundo, encontra eco em exemplos como o Conselho da União Europeia e o Parlamento Europeu, refletindo as nuances específicas da União Europeia. De forma semelhante, nos Estados Unidos, o Senado representa os estados-membros de forma federativa, enquanto a Câmara dos Representantes reflete diretamente a voz dos cidadãos. No Reino Unido, a Câmara dos Lordes, com um caráter aristocrático, contrasta com a Câmara dos Comuns, representando a população em geral. Esta diversidade de exemplos evidencia a adaptabilidade e eficácia do modelo bicameral na gestão de diferentes perspetivas e interesses, assegurando uma abordagem mais inclusiva e representativa nas decisões relevantes para a comunidade estudantil da ULisboa.

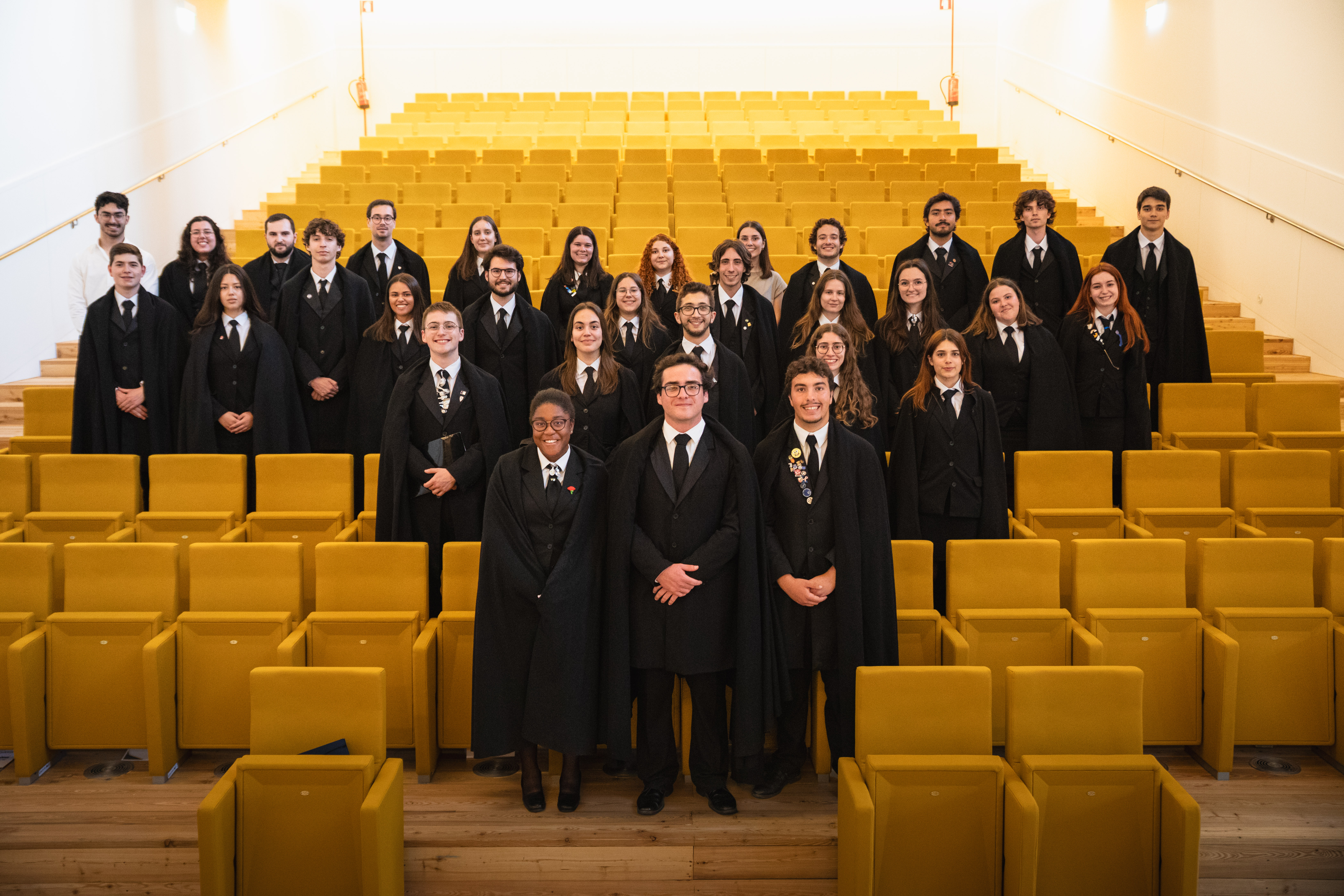

## Órgãos Sociais

### Assembleia Magna
A Assembleia Magna é o órgão deliberativo máximo da AAUL, sendo composta por todos os estudantes da Universidade de Lisboa. Delibera sobre todos os assuntos relativos à actividade da AAUL e outros do interesse dos Associados. É coordenada pela Mesa da Assembleia Magna e Conselho Geral composta por um Presidente, dois Vice-Presidentes e dois Secretários.

### Conselho Fiscal
O Conselho Fiscal da AAUL é o órgão fiscalizador da AAUL, em matéria financeira, sendo composto por um Presidente, dois Vice-Presidentes e por dois Relatores. Compete ao Conselho Fiscal fiscalizar toda a atividade financeira da AAUL e das suas Secções Autónomas, assim como pugnar pela estabilidade financeira de estrutura. 

### Conselho Geral
O Conselho Geral é o órgão de representação das Associações de Estudantes da UL, que se tenham associado à AAUL, e dos alunos das Faculdades da Universidade de Lisboa, incumbido de definir as linhas programáticas da actividade da AAUL, e de acompanhar e apreciar a sua execução. É composto pelos Presidentes das AE associadas e por 29 estudantes directamente eleitos, conforme a percentagem de alunos que a sua instituição representa no universo da Universidade de Lisboa, sendo garantidos, pelo menos, dois por cada instituição. Os trabalhos do Conselho Geral são coordenados pela Mesa da Assembleia Magna e Conselho Geral, sendo esta composta por um Presidente, dois Vice-Presidentes e dois Secretários.

### Direção Geral
A Direção-Geral é o órgão executivo da AAUL, que define e coordena as actividades da AAUL, de forma a cumprir as atribuições estatutariamente previstas, bem como as deliberações da Assembleia Magna e do Conselho Geral. É composta por um Presidente, um Tesoureiro, um Secretário-Geral, Vices-Presidentes, Vogais/Coordenadores e Colaboradores. A orgânica desta estrutura é definida por cada DG eleita da forma que melhor servir os seus desígnios, tendo por base os estatutos da AAUL. 

## História

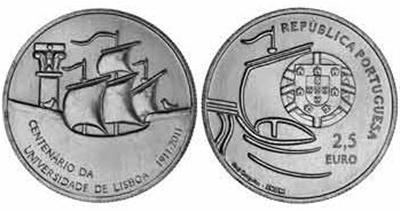
Moeda de 2,5 Euros comemorativa dos 100 anos da ULisboa com o emblema da AAUL

Num tempo em que a polarização das diferentes estruturas representativas dificultava a defesa dos interesses comuns dos estudantes da Universidade de Lisboa, impunha-se a necessidade de assegurar a presença de uma voz uníssona. Numa Universidade de Lisboa caracterizada pelo brio do peso histórico e político das Associações Académicas e de Estudantes (AAEE’s) nela edificadas, evidenciou-se a necessidade de construir uma estrutura universal que conseguisse soerguer a sua voz e as suas reivindicações.
Numa era em que os problemas dos estudantes da Universidade de Lisboa eram desconsiderados no contexto do movimento estudantil local e nacional, era necessário sonhar, sonho esse que se concretizou com o nascimento da Associação Académica da Universidade de Lisboa (AAUL), na sua Assembleia Fundadora no dia 8 de março de 2007 no Salão Nobre da Reitoria da Universidade de Lisboa.
Erguida com o propósito de dar aos estudantes da Academia da Universidade de Lisboa uma verdadeira representação política nos mais altos fóruns de discussão nacionais e sob o pretexto de, em conjunto com as AAEEs, trabalhar para o desenvolvimento de um espírito identitário que fosse transversal a todos os estudantes da nossa Universidade.
Fundada pela Associação Académica da Faculdade de Direito (AAFDL), pela Associação Académica de Medicina Dentária de Lisboa (AAMDL), pela Associação de Estudantes de Artes Plásticas e Design da Faculdade de Belas Artes da Universidade de Lisboa (AEAPDFBAUL), pela Associação dos Estudantes da Faculdade de Ciências de Lisboa (AEFCL), pela Associação de Estudantes da Faculdade de Letras da Universidade de Lisboa (AEFLUL) e pela Associação de Estudantes da Faculdade de Farmácia da Universidade de Lisboa (AEFFUL), a AAUL surge como uma estrutura de convergência. Nasce como uma estrutura alicerçada na diversidade concertada e no pluralismo assegurado onde a representação de todas as Associações Académicas e de Estudantes tem por base a autonomia das respetivas Direções e é continuamente movida pela vontade de conceder à Universidade de Lisboa um espírito identitário, através do qual é possível unir os Estudantes em prol das suas convicções.

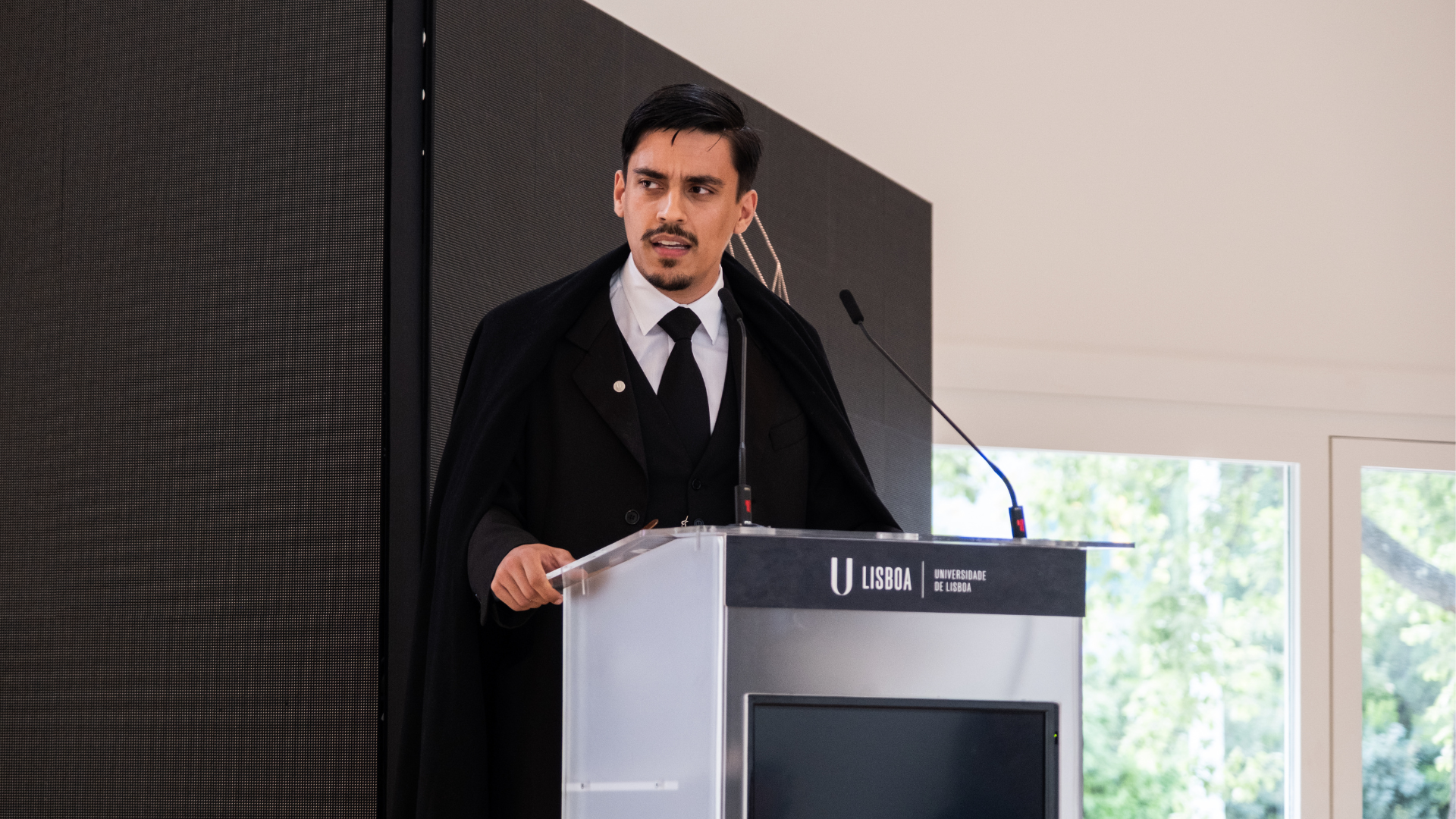
[https://ciencias.ulisboa.pt/pt/evento/30-04-2025/reabertura-pavilhao-portugal Discurso do Presidente da AAUL, Diogo Ferreira Leite, na Inauguração do Pavilhão de Portugal em 2025

A AAUL procurou, desde cedo, assegurar que nenhum estudante vê a sua voz diminuída em função da Escola de onde provém, assegurando que todos têm espaço para se fazer ouvir, nomeadamente na eleição dos Órgãos Sociais onde cada estudante elege diretamente os seus representantes e onde não são admitidos monopólios nas tomadas de decisão por parte de certas Unidades Orgânicas que, por terem mais alunos, poderiam ser tentadas a impingir uma maior relevância em detrimento destes números.
Após a Fusão da Universidade de Lisboa com a Universidade Técnica de Lisboa em 2013, a AAUL enfrentou um período de inatividade de cerca de dois anos, entre 2017 e 2019. Tendo a estrutura sido reatividada em fevereiro de 2019 pela vontade de um grupo alargado de estudantes da Universidade e de várias Associações de Estudantes da Universidade de Lisboa. Nos anos que se seguiram a AAUL viveu um período de crescente afirmação política e institucional no seio da Universidade de Lisboa - fortalecendo laços com a Universidade e as demais estruturas representativas dos estudantes. Hoje a AAUL tem um papel fundamental na vida académica em Lisboa, apoiando diariamente os estudantes com apoios sociais diretos e indiretos, defendendo os interesses dos estudantes junto do Governo e Partidos Políticos e promovendo atividades para dinamizar a vida académica em Lisboa. 

### Presidentes da Direção-Geral
| Período do Mandato da DG            | Nome do Presidente da DG                | Escola do Presidente da DG                                                                           | Presidente da DG/AAUL      |
| ----------------------------------- | --------------------------------------- | --- | -------------------------- |
| maio de 2007 a dezembro de 2007     | André Tiago Pardal da Silva             | Faculdade de Direito (1)                                                                             | I Presidente da DG/AAUL    |
| dezembro de 2007 a dezembro de 2008 | Paulo José de Sousa Nascimento Pinheiro | Faculdade de Direito (2)                                                                             | II Presidente da DG/AAUL   |
| dezembro de 2008 a outubro de 2009  | Gonçalo Assis                           | Faculdade de Medicina Dentária (1)                                                                   | III Presidente da DG/AAUL  |
| outubro de 2009 a janeiro de 2011   | André Moz Caldas                        | Faculdade de Medicina Dentária (2) & Faculdade de Direito (3)                                        | IV Presidente da DG/AAUL   |
| janeiro de 2011 a fevereiro de 2012 | Tiago Gonçalves                         | Faculdade de Direito (4)                                                                             | V Presidente da DG/AAUL    |
| fevereiro de 2012 a julho de 2013   | João Marecos                            | Faculdade de Direito (5)                                                                             | VI Presidente da DG/AAUL   |
| julho de 2013 a outubro de 2014     | André Machado                           | Faculdade de Direito (6)                                                                             | VII Presidente da DG/AAUL  |
| outubro de 2014 a fevereiro de 2016 | João Pedro Vieira                       | Faculdade de Medicina (1)                                                                            | VIII Presidente da DG/AAUL |
| fevereiro de 2016 a fevereiro 2017  | André Ferreira                          | Faculdade de Psicologia (1)                                                                          | IX Presidente da DG/AAUL   |
| fevereiro de 2019 a junho de 2019   | Rodrigo Freitas                         | Faculdade de Direito (7)                                                                             | X Presidente da DG/AAUL    |
| junho de 2019 a abril de 2020       | João Pedro Gomes                        | Instituto Superior de Agronomia (1)                                                                  | XI Presidente da DG/AAUL   |
| maio de 2020 a junho de 2021        | Hélder de Sousa Semedo                  | Faculdade de Direito (8)                                                                             | XII Presidente da DG/AAUL  |
| outubro de 2021 até junho de 2022   | Miguel de Sousa Afonso                  | Faculdade de Direito (9)                                                                             | XIII Presidente da DG/AAUL |
| junho de 2022 até junho de 2023     | José Afonso Garcia                      | Instituto Superior Técnico (1)                                                                       | XIV Presidente da DG/AAUL  |
| junho de 2023 até maio de 2025      | Diogo Ferreira Leite                    | Instituto Superior de Ciências Sociais e Políticas (1) & Instituto Superior de Economia e Gestão (1) | XV Presidente da DG/AAUL   |
| maio de 2025 até ao presente        | Gonçalo Osório de Castro                | Instituto Superior de Economia e Gestão (2)                                                          | XVI Presidente da DG/AAUL  |

### Presidentes da Mesa da Assembleia Magna e Conselho Geral da AAUL
| Período do Mandato                          | Nome do Presidente da MAM & CG | Escola do Presidente da MAM & CG                   |
| ------------------------------------------- | ------------------------------ | -------------------------------------------------- |
| maio de 2007 a dezembro de 2007             | Alvaro Regueira                | Faculdade de Direito                               |
| dezembro de 2007 a dezembro de 2008         | Fernando Arrobas da Silva      | Faculdade de Medicina Dentária                     |
| dezembro de 2008 a outubro de 2009          | Manuel Carvalho                | Faculdade de Direito                               |
| janeiro de 2011 a fevereiro de 2012         | Filipa Calisto                 | Faculdade de Farmácia                              |
| fevereiro de 2012 a julho de 2013           | Inês Fonseca                   | Faculdade de Medicina                              |
| julho de 2013 a outubro de 2014             | Miguel Morais de Almeida       | Faculdade de Medicina                              |
| outubro de 2014 a fevereiro de 2016         | Pedro Gonçalves                | Faculdade de Direito                               |
| fevereiro de 2016 a fevereiro de 2019       | Bruno Coucello                 | Faculdade de Ciências                              |
| fevereiro de 2019 a maio de 2020            | Eric Habibo                    | Instituto Superior de Economia e Gestão            |
| 10 de maio de 2020 a 17 de maio de 2021     | Rúben Felizardo                | Faculdade de Medicina Dentária                     |
| 17 de maio de 2021 até 14 de junho de 2022  | Isa Bernardino Góis            | Instituto Superior de Agronomia                    |
| 14 de junho de 2022 até 12 de junho de 2023 | Miguel de Sousa Afonso         | Faculdade de Direito                               |
| 12 de junho de 2023 até 20 de junho de 2024 | Miguel Dias Cardoso            | Instituto Superior Técnico                         |
| 20 de junho de 2024 até 27 de maio de 2025  | Marco Assunção                 | Instituto de Educação                              |
| 27 de maio de 2025 até ao presente          | Leonardo Marques               | Instituto Superior de Ciências Sociais e Políticas |

## Objetivos
Além de defender os interesses dos estudantes da ULisboa, esta Associação pretende:
- Promover a realização de atividades culturais, recreativas, educativas e sociais para fomentar o convívio entre alunos;
- Incentivar o associativismo estudantil, enquanto expressão da responsabilização e intervenção dos estudantes na sociedade;
- Encetar e manter laços de cooperação com todos os organismos estudantis, tanto a nível nacional como internacional, cujos princípios e atribuições sejam conformes com os da AAUL;
- Participar na definição da política educativa em todos os domínios, e em termos legislativos, em todas as matérias respeitantes do ensino superior.

## Valores
A AAUL distingue-se no mundo do Associativismo Estudantil pela singularidade da sua organização: por ser uma estrutura com um modelo híbrido de funcionamento, por acolher aspetos tradicionalmente associativos e formalmente federativos. A nossa estrutura pugna por um contacto permanente com as Associações Académicas e de Estudantes promovendo uma contínua auscultação dos representantes dos Estudantes de cada Escola da nossa Casa. Associações estas que assumem assim um papel fulcral na vida da AAUL, por serem o garante da proximidade com as realidades e problemáticas características de todas as Escolas da Universidade de Lisboa e por permitirem que, através de uma conjunção de esforços, seja possível reforçar a nossa voz e zelar pelos interesses dos nossos estudantes.

### Subsidiariedade
A AAUL respeita veementemente os seus Estatutos, que definem a sua forma de atuação, e nesta ótica o seu modelo híbrido garante a inexistência de um conflito de competência e de esferas de atuação com as demais dinâmicas do associativismo estudantil, pelo princípio da subsidiariedade. A AAUL apenas poderá intervir nos problemas vividos numa determinada Unidade Orgânica, se tiver a concordância da respetiva Associação de Estudantes, e é desta forma que se torna incontornável a proximidade entre a AAUL e os seus Associados assegurando que a AAUL nunca, em situação alguma, recairá na questão da dupla representatividade ou se possa vir a sobrepor às Associações de estudantes da nossas Universidade sejam elas Associadas ou não. A AAUL zela pelos interesses coletivos de todos os estudantes da Universidade de Lisboa, mas entende, respeita e incentiva a necessidade de se estabelecer, por parte das Associações Académicas e de Estudantes, uma atividade própria e independente, não obstante de se promover a colaboração entre AAEE’s e a AAUL, sempre que se justifique.

### Inovação
A inovação é um valor que ocupa um lugar de destaque nos princípios basais da Associação Académica da Universidade de Lisboa. Decorrente de uma incessante busca de novas abordagens e estratégias, destinadas a melhorar a experiência estudantil na Universidade de Lisboa e a capacidade de adaptação às mudanças constantes com que nos deparamos, a AAUL procura abraçar a inovação, de modo que continue a representar e apoiar os estudantes de forma eficaz e relevante. Esta inovação reflete-se na necessidade constante de adaptarmos o nosso modelo de organização interno consoante as necessidades do presente e também de inovarmos externamente de forma a melhorar a nossa comunicação com os demais parceiros da Associação.

### Igualdade
A AAUL tem um compromisso inabalável com a promoção da igualdade entre os seus associados e a comunidade académica em geral. Este compromisso não se esgota apenas na igualdade de oportunidades, mas estende-se também a uma filosofia de inclusão, respeito mútuo e justiça. Neste sentido, a Associação Académica da Universidade de Lisboa trabalha ativamente para criar um ambiente inclusivo que celebre a diversidade, enquanto combate qualquer forma de discriminação dentro e fora da Academia. Neste sentido, a AAUL irá sempre pugnar pela igualdade de oportunidades no contexto da Universidade de Lisboa e no Ensino Superior Português como um todo.

### Participação Democrática
A participação democrática é, para a Associação Académica da Universidade de Lisboa, um princípio fundamental presente em toda a sua atividade. A AAUL enquanto estrutura representativa dos estudantes, promove uma participação ativa e democrática dos estudantes em todos os seus níveis de tomada de decisão. A democracia na AAUL é evidenciada por meio de diversos mecanismos, sendo as eleições para os Órgãos Sociais um dos pilares da sua natureza participativa. Todos os estudantes das várias Escolas integradas na Universidade de Lisboa têm o direito a candidatar-se e eleger diretamente os seus representantes, garantindo que as vozes dos diferentes setores da comunidade académica estão representadas. Além disso, também em sede de Assembleias Magnas, enquanto órgão de escrutínio, os estudantes têm oportunidade de discutir e decidir relativamente às tomadas de posição e a muitos dos pontos que norteiam a ação da AAUL. O Conselho Geral da AAUL também se assume como órgão fundamental de auscultação das diferentes sensibilidades da Universidade de Lisboa, através das Associações de Estudantes que nele se fazem representar e dos Conselheiros Gerais eleitos diretamente para representar as suas escolas no Conselho Geral da AAUL. Mas a participação democrática não se limita apenas às eleições nem assembleias e ao Conselho Geral a AAUL promove a inclusão contínua dos estudantes por meio de consultas regulares, fóruns abertos, reuniões de grupos de trabalho e outras iniciativas que incentivam a participação ativa dos mesmos na vida da associação. 
A transparência, como meio de escrutínio democrático é, também, bastante valorizada, garantindo que as informações relevantes são partilhadas e que as decisões são tomadas de forma clara e transparente para toda a comunidade. Assim, é indiscutível que a participação democrática na Associação Académica da Universidade de Lisboa é um valor central que permite aos estudantes desempenharem um papel ativo na definição das políticas, na promoção de mudanças positivas e na defesa dos seus interesses, criando assim uma comunidade académica mais inclusiva, participativa e representativa.

### Pluralidade
A pluralidade é um pilar fundamental da nossa estrutura, refletindo a diversidade de ideias, origens e perspetivas presentes na Academia. A AAUL, enquanto estrutura onde a heterogeneidade é celebrada e valorizada, reconhece que a riqueza da experiência estudantil é exponenciada pela multiplicidade de vozes e pontos de vista. A diversidade da AAUL abrange não apenas as áreas de estudo, mas também as identidades culturais, socioeconómicas e políticas dos estudantes e a sua pluralidade manifesta-se através de uma série de iniciativas que incentivam a partilha de opiniões e o debate de ideias. A promoção da pluralidade na AAUL não se limita apenas aos limites físicos da Universidade, uma vez que a nossa estrutura procura estabelecer sinergias e parcerias com outras organizações estudantis, tanto locais, como nacionais ou internacionais. A pluralidade na Associação Académica da Universidade de Lisboa é mais do que uma mera expressão de diferenças, é um compromisso ativo de celebrar e promover a diversidade como um meio essencial para enriquecer a experiência estudantil. Ao abraçar e celebrar a variedade de ideias, culturas e perspetivas, a AAUL cria um ambiente vibrante e inclusivo que valoriza e respeita a individualidade de cada estudante.

### Solidariedade
O pilar da solidariedade assume-se como um princípio fundamental da atividade da AAUL. Enquanto estrutura representativa o contacto direto com as necessidades individuais e coletivas da nossa comunidade tem de estar presente na atuação da Associação. AAUL procura estar sempre atenta e disponível para ajudar e promover atitudes que favoreçam o bem comum dos Estudantes da nossa Casa, apoiando-os perante as dificuldades que possam surgir e posicionando-se em defesa do outro sempre que necessário. Desta forma, é imprescindível que os membros da Associação Académica da Universidade de Lisboa se predisponham a adotar aos valores da solidariedade e do respeito pelos Direitos Humanos, de modo a participar ativamente da construção de uma Academia mais justa e equitativa, onde prevaleça o pluralismo, a não-discriminação, a tolerância e a justiça. A AAUL deve procurar manter linhas de contactos e de auscultação direta com os estudantes individualmente considerados de forma que sempre que necessário possa agir de forma a salvaguardar os seus interesses.

### Rigor
A AAUL, no conjunto dos elementos que a compõem, deve procurar ser rigorosa na transmissão de informação acerca da Instituição que representa e na comunicação com os seus estudantes, de forma a garantir uma comunicação concisa, clara e precisa, independentemente da complexidade do assunto ou caráter da mensagem. A AAUL deve garantir que não são transmitidas informações que não estejam verificadas com as fontes devidas, procurando garantir a salvaguarda de informações privilegiadas, pautando a sua ação pelo rigor na representação dos Estudantes, sendo sempre fiel à prossecução dos seus objetivos e à salvaguarda dos direitos da Comunidade Estudantil. O rigor deve estender-se também à gestão do patrimônio da AAUL, procurando sempre garantir a sustentabilidade geracional da Associação e garantir que os recursos sejam aplicados de forma eficiente. Esta realidade compreende ainda a gestão dos recursos financeiros da AAUL, enquanto organização sem fins lucrativos, procurando os seus dirigentes pautar pelo máximo de rigor e transparência na gestão dos fundos da Associação.

## Associados-Extraordinários - AEs/AAs das Escolas da ULisboa

### Associados-Extraordinários
- Associação de Estdantes da Faculdade de Psicologia e Instituto de Educação (AEFPIE) sítio na internet

- Associação de Estudantes da Faculdade de Letras da Universidade de Lisboa (AEFLUL) sítio na internet

- Associação Académica da Faculdade de Direito da Universidade de Lisboa (AAFDUL) sítio na internet

### Subsidiariedade
A AAUL apenas poderá intervir nos problemas vividos num estabelecimento de ensino em particular, se obtiver o acordo da respectiva associação de estudantes. 
Artigo 13.º dos Estatutos da AAUL

### Fundadores
São fundadores da AAUL as seguintes Associações Académicas e de Estudantes:
- Associação Académica da Faculdade de Direito de Lisboa;
- Associação Académica de Medicina Dentária de Lisboa;
- Associação de Estudantes de Artes Plásticas e Design da Faculdade de Belas Artes da Universidade de Lisboa;
- Associação de Estudantes da Faculdade de Ciências de Lisboa;
- Associação de Estudantes da Faculdade de Letras de Lisboa;
- Associação de Estudantes da Faculdade de Farmácia de Lisboa[9];

Artigo 16° dos Estatutos da AAULisboa - Os Fundadores são, para todos os efeitos, equiparados aos Associados Extraordinários

## Secções Autónomas
A AAUL conta com um conjunto de Secções Autónomas, independentes da DG - AAUL, onde qualquer aluno pode participar ou mesmo ajudar a criar. Estas existem para potenciar a que alunos com interesses em comum desenvolvam actividades.
- Ponto d'Encontro - Jornal dos Estudantes da ULisboa
- Clube da Paz Interior - Núcleo de Meditação da ULisboa
- ULisboa Solidária - Núcleo de Voluntariado da ULisboa
- Humans Right World - Secção Autónoma de Direitos Humanos
- Secção Autónoma de Fado da Associação Académica da Universidade de Lisboa
- Secção Autónoma de Fotografia da Associação Académica da Universidade de Lisboa
- Secção Autónoma de Jornalismo da Associação Académica da Universidade de Lisboa
- Secção Autónoma de Xadrez da Associação Académica da Universidade de Lisboa
- Núcleo de Estudos Gerais - NEG
- HeForShe U. Lisboa

## Galeria de Presidentes

### André Pardal, I Presidente da DG/AAUL
Licenciado em Direito (2007) e Pós-graduado em Direito da Defesa Nacional (2016), pela Faculdade de Direito da Universidade de Lisboa; Auditor de Defesa Nacional, Instituto de Defesa Nacional (2017); e do Georgetown Leadership Seminar, Universidade de Georgetown, E.U.A. (2014).

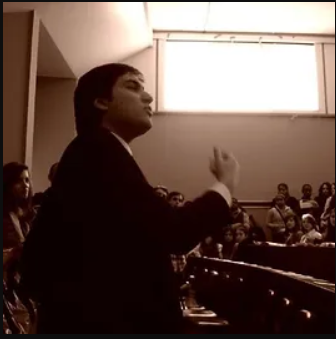
André Pardal

Advogado Associado, desde 2010, na LEGALWORKS – Gomes da Silva & Associados e Presidente da Mesa da Assembleia-Geral (desde dezembro de 2018) da Associação Nacional de Jovens Advogados Portugueses - ANJAP.
Foi Advogado Estagiário na ABREU Advogados & Associados (2007/09) e na LEGALWORKS – Gomes da Silva & Associados (2009/10).
Exerceu as Funções de Deputado à Assembleia da República na XII Legislatura (vice-coordenador do GP-PSD na Comissão de Defesa Nacional), de Adjunto do Secretário de Estado do Desporto e Juventude no XIX Governo Constitucional (2011-13) e de Presidente da Mesa da Assembleia-geral da Movijovem (2011-14).
Foi membro da Direção Nacional (2015-18) da ANJAP, membro do Conselho Consultivo da Juventude do Conselho da Europa (2008-11), Presidente da Mesa da Assembleia-Geral e membro da Direção do Conselho Nacional de Juventude (2008-2011).
Foi ainda membro do Conselho Nacional de Educação (2009), Presidente da Associação Académica da Universidade de Lisboa (2007), Presidente da Mesa da Assembleia-Geral, Vice-Presidente e membro da Direção da Associação Académica da Faculdade de Direito de Lisboa (2003-07), assim como representante dos estudantes em vários outros órgãos.
Enquanto estudante da Faculdade de Direito da Universidade de Lisboa André Pardal assumiu-se como um dos principais preconizadores do projeto de fundação da Associação Académica da Universidade de Lisboa que, no dia 8 de março de 2007 foi fundada em Assembleia Constituinte, no Salão Nobre da Reitoria, após um longo processo de discussão e ratificação por parte das Associações de Estudantes fundadoras.
Durante o seu mandato, de maio de 2007 a dezembro do mesmo ano, a estrutura da AAUL viu ser levada a cabo a sua primeira estratégia de atuação.
Enquanto nova estrutura no âmbito da Universidade de Lisboa a AAUL, consagrando os desígnios motores da sua criação, assumiu-se como fundamental na resposta coesa e estruturada às necessidades dos seus estudantes, que por seu turno, confiantes na estrutura podiam contar como uma representação fiel à dimensão da Universidade e dos seus interesses.
No mandato de 2007 a Associação Académica da Universidade de Lisboa, na figura dos seus dirigentes, estabeleceu como prioridade o estreitar de relações institucionais com as demais entidades públicas e relacionadas como o Associativismo estudantil bem como com os órgãos da Universidade de Lisboa.
Esta aproximação e o consequente processo de afirmação institucional da recém-criada AAUL assumiu-se como fundamental na representação dos seus estudantes bem como na efetivação da estrutura.
O mandato de André Pardal e do corpo de dirigentes do mandato de 2007 ficou marcado pelo combate ao novo RJIES (Regime Jurídico das Instituições do Ensino Superior) que foi alvo de forte contestação pelo movimento estudantil, com especial destaque para a Associação Académica da Universidade de Lisboa. Esta posição de vanguarda por parte da AAUL e a gravidade da situação é ilustrada nas palavras do 1º Presidente da nossa associação: “Este RJIES é o mais forte ataque aos direitos dos estudantes desde a crise académica de 1969!”
Foram preconizadas, fazendo jus e cumprindo o Plano de Atividades aprovado em Assembleia Magna, diversas atividades de aproximação aos estudantes nas mais variadas áreas de atuação da estrutura. Reuniões, debates, conferências e encontros atenderam aos objetivos da Política Educativa, Cultura e Desporto. Sessões de Esclarecimento e criação de mecanismos de apoio marcaram a atuação da Ação Social. Realiza-se, no decurso deste mandato, o I Arraial da Universidade de Lisboa que, realizado no relvado da Alameda da Universidade, contou com a participação e apoio de todas as Associações de Estudantes da Universidade de Lisboa. As bases estruturais da Académica da Universidade de Lisboa foram lançadas tornando possível a efetivação da própria. Estavam reunidas as condições para o crescimento contínuo da estrutura nos anos vindouros.

### Paulo Pinheiro, II Presidente da DG/AAUL

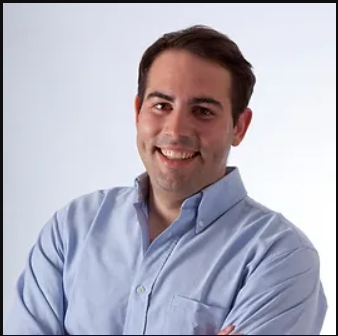
Paulo Pinheiro, II Presidente da AAUL

Licenciado em Direito pela Universidade de Lisboa, Advogado, Consultor Jurídico e Gestor, exerceu, entre 2014 e 2016, o cargo de Presidente do Conselho Consultivo para a Juventude, órgão estatutário do Conselho da Europa (2014-2016).
Paulo Pinheiro, estudante da Faculdade de Direito da Universidade de Lisboa, assume-se como o 2º Presidente da AAUL para o mandato de 2007-2008. Preconizando uma lógica de continuidade e consolidação da estrutura este mandato foi marcado pelo desenvolvimento de uma estratégia de efetivação da estrutura da AAUL que procurou estreitar as relações institucionais com os órgãos da Universidade, entidades públicas e demais parceiros.
Assistimos à continuidade da estratégia de aproximação aos estudantes e à comunidade com a realização de esforços significativos nesse sentido.
Assim, a aposta nos elementos informativos e de apoio ao estudante foi uma realidade que marcou na plenitude a atuação desenvolvida. Estes elementos de informação e de apoio aos estudantes foram transversais a todas as áreas de atuação da Associação Académica da Universidade de Lisboa.
Na Ação Social assistimos a um claro apoio à massa estudantil: em parceria com os serviços de ação social, disponibilizou a Cantina nº1 (Cantina Velha) como local de estudo fora-de-horas, procurou levar informação relativa às residências, ao mercado de arrendamento e aos demais centros de saúde da Universidade, apoio e informação relativamente a candidaturas a bolsas de estudo disponibilizadas pelas demais entidades e informação relativa a agências de emprego com vista à melhor inserção dos nossos estudantes no mercado de trabalho.
Na área Desportiva assistimos a uma dinamização das demais modalidades nos espaços desportivos da Universidade de Lisboa, com especial destaque para o futebol na figura das equipas organizadas por cada Escola. Ainda no âmbito estudantil o mandato de 2007-2008 vem reforçar as relações com as demais Associações de Estudantes de todas as Escolas da Universidade de Lisboa. Paulo Pinheiro procurou agregar as posições das AE’s da UL não associadas – AEFLUL e AEFML –, de modo a que estas estruturas pudessem conhecer a dinâmica de ações conjuntas entre as já associadas Associações de Estudantes e a AAUL.
O mandato de Paulo Pinheiro fica em grande parte marcado pela forte contestação aos sucessivos cortes de financiamento às instituições de ensino superior. O ponto mais marcante do seu mandato foi a Contestação à Fórmula de Financiamento do Ensino Superior e à distribuição da Rede de Ensino Superior, procurando, em várias reuniões com o Ministro da Ciência e Ensino Superior, como também em sede de Encontros Nacional de Direções Associativas, que estas realidades fossem reformadas a fim de corresponder a um investimento na qualidade do Ensino Superior em Portugal. Levou este assunto a ser discutido pelos estudantes da Universidade numa Assembleia Magna histórica.
A Associação Académica da Universidade de Lisboa assumiu-se como uma peça central na linha da frente do movimento estudantil que, na sequência dos cortes sucessivos, vem organizar sucessivas manifestações. A AAUL, em Assembleia Magna, vem tomar uma forte posição de contestação perante a realidade vivida e delinear uma clara estratégia de forma a evidenciar a força do movimento estudantil, das Associações de Estudantes e da própria vontade dos estudantes da maior Universidade do país.
Paulo Pinheiro acompanhou, ainda, atentamente um momento histórico da Universidade – a Assembleia Estatutária – ao abrigo do Regime Jurídico das Instituições de Ensino Superior e, consequentemente, as reformas estatutárias de cada faculdade. Promoveu sempre uma participação estudantil presente e competente permitindo que a estrutura da AAUL servisse de troca de impressões sobre a realidade destes órgãos da Universidade.

### Gonçalo Assis, III Presidente da DG/AAUL
Mestrado Integrado em Medicina Dentária pela Universidade de Lisboa; Assistente Convidado do Departamento de Cirurgia Oral da Faculdade de Medicina Dentária da Universidade de Lisboa (2012-2017); Gonçalo Assis, estudante da Faculdade de Medicina da Universidade de Lisboa assume-se como 3º Presidente da história da Associação Académica da Universidade de Lisboa para o mandato de 2008-2009.
Numa lógica de clara continuidade relativamente aos mandatos anteriores vamos assistir, na figura do seu presidente Gonçalo de Assis, à definição de dois pontos fundamentais definidos pela nova Direção-Geral: Consolidação Institucional e Atuação Política. No que respeita à consolidação institucional e à semelhança do que até então teria sido conquistado pelos seus antecessores, Gonçalo Assis e a sua equipa vão dar continuidade ao aprofundamento de relações institucionais para com os órgãos da Universidade de Lisboa, entidades públicas e demais parceiros.

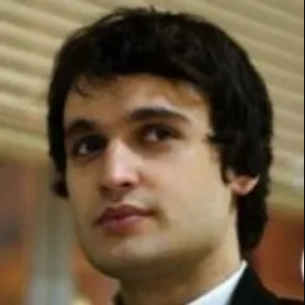
Gonçalo Assis, III Presidente da DG/AAUL

Assistimos a uma tendência, com grande sucesso, de manutenção de boas e saudáveis relações com os dirigentes da Universidade de Lisboa o que promoverá um ambiente propício à realização das metas e ao alcance dos objetivos na defesa dos estudantes da própria universidade.
No campo da atuação política vamos assistir ao preconizar de uma atuação sólida e de clara efetivação da classe estudantil, quer no âmbito da Universidade como no âmbito externo.
A área de atuação da Ação Social e da Política Educativa afirmam-se como basilares na atuação do mandato de 2008-2009 de forma a fazer face às grandes dificuldades económicas que de uma forma evidente assolavam os estudantes de toda a Universidade de Lisboa. O reforço de apoio informativo, do aconselhamento próximo e constante e a intermediação entre os estudantes e os serviços de Ação Social da Universidade revelaram-se determinantes no contexto financeiro frágil e conjunturalmente inédito. Vamos também assistir ao alerta crescente para o melhoramento das instalações da universidade e respetivas unidades orgânicas, à campanha política de sensibilização para a efetivação do movimento estudantil e a sua importância numa Universidade como a de Lisboa e ao reforço da importância da existência e funcionalidade da figura do Provedor de Estudante.
O mandato 2008-2009 vai, igualmente, ficar marcado pela contestação contínua aos sucessivos cortes de financiamento das instituições do ensino superior que, numa conjuntura de crise, deixavam a Universidade e toda a sua comunidade académica numa frágil situação.
O presente mandato caracteriza-se, ainda, pelo contínuo fortalecimento das relações institucionais com todas as Associações de Estudantes da Universidade de Lisboa figurado nas palavras do Presidente Gonçalo Assis na sua tomada de posse: “A AAUL continuará a respeitar rigorosamente o espaço de representação de cada uma das Associações da Universidade, algumas centenárias. Estas continuarão a ser os nossos parceiros mais próximos, numa relação que procuraremos aprofundar”.
O mandato de 2008-2009 fica também marcado pela recuperação económica da AAUL, com assunção e pagamento de dívidas a fornecedores. Realidade que possibilitou uma maior solidez financeira essencial para prosseguir a atuação da AAUL na defesa do direitos e interesses legítimos de todos os estudantes da Universidade de Lisboa.
De referir ainda o incansável esforço no processo de feitura, desenvolvimento e consolidação dos Estatutos da Associação Académica da Universidade de Lisboa que, aquando da sua publicação, atribuiriam no ato de constituição, personalidade jurídica à AAUL nos termos do Código Civil: um passo determinante na efetivação da Associação, na sua consolidação, um passo histórico para a Associação Académica da Universidade de Lisboa enquanto estrutura representativa de todos os estudantes da Universidade de Lisboa.

### André Moz Caldas, IV Presidente da DG/AAUL
Nascido em 1982 e licenciado em Direito pela Faculdade de Direito da Universidade de Lisboa, onde também obteve o grau de mestre em História do Direito (Direito Romano). Encontra-se, atualmente, a desenvolver a dissertação de doutoramento em Direito Romano na mesma Faculdade. É também licenciado em Medicina Dentária pela Faculdade de Medicina Dentária da Universidade de Lisboa, onde também concluiu o ciclo de estudos conducente ao grau de mestre. Médico dentista e advogado (com as inscrições suspensas voluntariamente nas respetivas ordens profissionais devido ao exercício de funções públicas), é atualmente Assistente Convidado da Faculdade de Direito da Universidade de Lisboa (desde 2012).

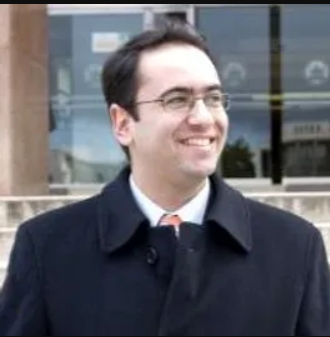
André Moz Caldas, IV Presidente da DG/AAUL

Exerceu, entre outras, as funções de Presidente do Conselho de Administração do OPART – Organismo de Produção Artística, E. P. E. (2019), de Chefe do Gabinete do Ministro das Finanças do XXI Governo Constitucional (2015-2019), de Presidente da Junta de Freguesia de  Alvalade em Lisboa (2013-2018) e de membro do Conselho Geral da Universidade de Lisboa (2008-2012).
Atualmente exerce as funções como Secretário de Estado da Presidência do Conselho de Ministros do XXII Governo Constitucional.
André Moz Caldas assumiu-se como um figura incontornável na história da Associação Académica da Universidade de Lisboa, tendo sido o Presidente que mais tempo permaneceu no cargo. Em outubro de 2009, como consequência da renúncia ao cargo de Presidente por parte de Gonçalo Assis (por motivos profissionais), André Moz Caldas assume o cargo interino até ao fim do mandato. É já como Presidente que, na sequência do longo processo de feitura e discussão, vê os Estatutos da Associação Académica da Universidade de Lisboa publicados, por escritura pública, no ato de constituição da AAUL que lhe atribui personalidade jurídica à luz das normas imperativas do Código Civil.
Já como Presidente da Associação Académica da Universidade de Lisboa eleito e empossado, André Moz Caldas e toda a sua equipa levam a cabo um processo de continuidade visando o crescimento progressivo da Associação e o fortalecimento da sua presença no seio da comunidade académica da Universidade.
De destacar a atualização do logotipo da AAUL cujo processo, promovido pela Direção Moz Caldas, vai basear-se num concurso aberto aos mais jovens artistas da comunidade académica da Universidade, numa clara valorização do talento e saber da nossa academia. Neste sentido nasce o atual logotipo da AAUL.
A área da Acção Social, no âmbito da Política Educativa, assumiu mais uma vez um papel de destaque.
No mandato de André Moz Caldas vamos assistir a uma preocupação contínua com a massa estudantil devido às dificuldades económicas que assolavam toda a comunidade académica da Universidade. A contestação ao corte de financiamento do Ensino Superior irá continuar a ser um dos pontos presentes no discurso da AAUL durante todo o mandato com especial destaque para a forte oposição à reforma do Regime de Atribuição de Bolsas que, reformulando o cálculo de atribuição, deixaria de fora muitos estudantes por todo o país que se encontrassem nos últimos escalões: uma realidade impensável num momento de tamanha fragilidade e dificuldade económica para as famílias portuguesas.
André Moz Caldas, conjuntamente com o seu corpo de dirigentes, preconiza a sua ação na Ação Social através de diversas estratégias de apoio e informação aos estudantes da Universidade. Como forma de celebração do Dia do Associativismo a AAUL, em colaboração e parceria com o IPJ, desenvolve uma iniciativa de cariz de social: a recolha de bens perecíveis e vestuário para entrega em instituições referenciadas no combate à pobreza. Mais uma vez a AAUL na linha da frente para a fazer face aos tempos difíceis que se viveram na época.
O mandato de 2010/2011 também consistiu, à semelhança dos anteriores, no estreitar de relações com as demais entidades e com o efetivar da estrutura junto dos demais parceiros. Algo fundamental no afirmar da Associação no âmbito associativo quer no espaço da Universidade quer no espaço nacional. Desta forma assistimos à participação da AAUL no ENDA de 2010, no campus universitário de Gambelas da Universidade do Algarve, onde conjuntamente com a Associação Académica de Coimbra, com a Federação Académica do Porto e com a Associação Académica da UTAD apresentou uma Moção sobre a reforma e alterações efetuadas ao Regime de Atribuição de Bolsas. Uma demonstração de força por parte do movimento associativo nacional que de forma cooperante procurou convergir esforços na defesa dos seus estudantes.
O presente mandato fica também marcado pela iniciativa que a AAUL desenvolveu em parceria com os Serviços Partilhados da Universidade de Lisboa: a “Universidade Verde”. Uma iniciativa que traduz a posição pioneira da AAUL na preocupação com o meio ambiente e na sensibilização da comunidade académica e da sociedade portuguesa. Esta iniciativa pretendia construir uma Universidade amiga do ambiente através de uma estratégia de sensibilização para a poupança dos recursos para fazer face ao seu desperdício. Entre as conferências, projetos, debates e palestras estiveram presente grandes nomes de acadêmicos notáveis da nossa academia.
André Moz Caldas viu a sua ação ser igualmente caracterizada pela boa relação institucional com as demais Associações de Estudantes da Universidade de Lisboa num clima de forte cooperação e sã colaboração.
A Direção Moz Caldas procurou aproximar e envolver toda a massa estudantil na vida associativa da Universidade: esta filosofia foi determinante para o fortalecer da posição da AAUL na prossecução e defesa dos direitos e interesses legítimos de todos os estudantes da Universidade. A massa estudantil ganha uma nova vitalidade confiante nas suas estruturas de representação e disposta a lutar pelos seus interesses.
É desta forma que vamos assistir ao organizar de diversos eventos de convívio e aproximação de todos os estudantes da Universidade de Lisboa, com principal destaque para a I Gala da Universidade de Lisboa.
De destacar igualmente a realização da primeira edição dos Estados Gerais da AAUL que se assumiram como determinantes na promoção da reflexão conjunta sobre matérias estruturantes na área do Ensino Superior. A comunidade académica depara-se, a partir deste momento, com uma plataforma capaz de proporcionar um debate construtivo sobre os diversos temas que se relacionam com a vida estudantil e académica da nossa Universidade. Esta iniciativa pioneira marcou positivamente o debate académico e a aproximação da comunidade da Universidade de Lisboa elevando os meios de discussão e de realização a um patamar de grande visibilidade, participação e qualidade.
O presente mandato ficou ainda marcado pelo saneamento das contas da AAUL, numa demonstração de transparência e seriedade por parte da estrutura representativa dos estudantes da Universidade de Lisboa. Este reequilíbrio financeiro da AAUL foi determinante  e fundamental para a prossecução e defesa dos direitos e interesses de todos os estudantes da Universidade: a Direção Moz Caldas deixou uma marca sustentável nas contas e na atividade da AAUL que se assume como essencial na criação de condições necessárias para a promoção de iniciativas e eventos que proporcionem aos estudantes plataformas sólidas na defesa dos seus direitos num futuro próximo.

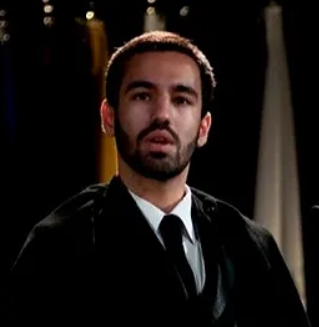
Tiago Gonçalves, V Presidente da DG/AAUL

### Tiago Gonçalves, V Presidente da DG/AAUL
Tiago Gonçalves enquanto estudante da Faculdade de Direito da Universidade de Lisboa assumiu a presidência da AAUL em janeiro de 2011. O seu mandato ficou marcado pelo fortalecimento da AAUL e a sua efetivação na comunidade académica da Universidade de Lisboa.
Neste sentido vamos assistir à presença e participação da AAUL na figura do seu presidente Tiago Gonçalves, enquanto estrutura representativa dos estudantes, na Cerimónia do Centenário da Universidade de Lisboa que decorreu na Aula Magna com a presença de inúmeras figuras académicas e políticas do nosso país.
O mandato de 2011-2012 também ficou marcado pela continuidade das boas relações com as demais Associações de Estudantes da Universidade. Vamos assistir à presença da AAUL em vários eventos promovidos pelas próprias Associações que viam naquela um símbolo de cooperação e amizade.
É na sequência desta sã e coesa relação entre a AAUL e as demais Associações que assistimos à realização dos Estados Gerais da AAUL que se revelaram determinantes para uma tomada de posição relativamente aos desafios que a comunidade enfrentava. Os Estados Gerais vão também representar a tomada de posição da AAUL, com o apoio das Associações, relativamente à fusão das duas universidades: a Universidade de Lisboa e a Universidade Técnica de Lisboa. Assistimos à preparação deste processo por parte da comunidade estudantil que promove, na figura da AAUL, o debate e discussão relativamente à fusão.
Tiago Gonçalves vai também dar continuidade ao projeto da “Universidade Verde de Lisboa” em parceria com os Serviços Partilhados da Universidade de Lisboa. A AAUL vai representar, por diversas ocasiões, a Universidade de Lisboa na sequência desta iniciativa.
É importante destacar também a continuidade na área da Ação Social de uma política de apoio aos estudantes. Os cortes contínuos no financiamento da Universidade de Lisboa e as dificuldades económicas vividas por toda a comunidade académica vão significar um esforço adicional por parte das estruturas representativas dos estudantes.

### João Marecos, VI Presidente da DG/AAUL

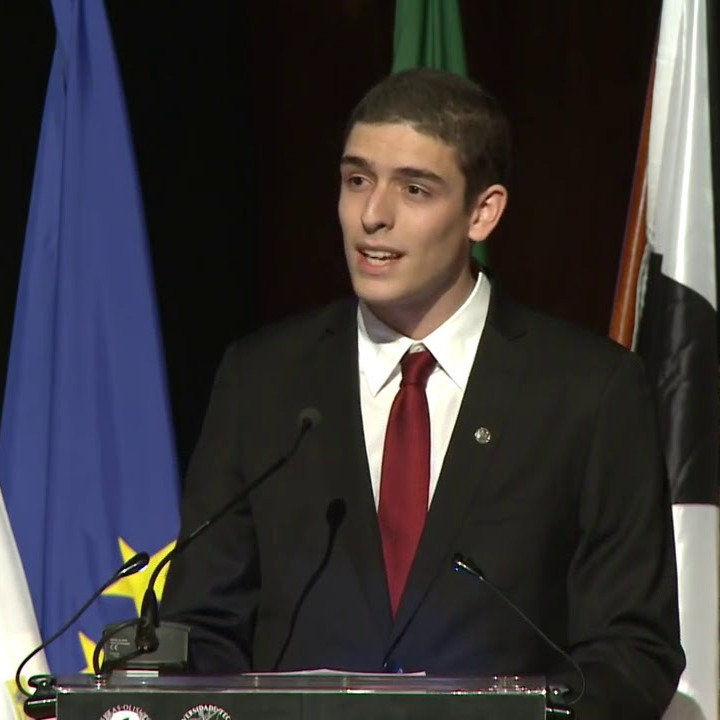
Joao Marecos, VI Presidente da AAUL

Licenciado em Direito pela Universidade de Lisboa, é advogado em Portugal e em Nova Iorque, onde estudou na NYU com uma bolsa Fulbright. É General Counsel em empresas na área da tecnologia e das ciências da vida e fundou, em 2019, a Ockham Legal, uma proposta inovadora de serviços jurídicos para Startups. É consultor na Organização Mundial de Saúde. É um dos autores da página “Os Truques da Imprensa Portuguesa”. É também o líder do projeto 100 Oportunidades.
João Marecos foi um dos mais importantes presidentes da história da Associação Académica da Universidade de Lisboa pelo período determinante que viveu enquanto estudante e dirigente associativo: a histórica fusão entre a Universidade de Lisboa e a Universidade Técnica de Lisboa.
O mandato de 2012-2013 ficou fortemente marcado pelo acompanhamento constante do processo de fusão. A Associação Académica da Universidade de Lisboa assumiu uma decisiva e central importância junto da comunidade estudantil como voz representativa de todos os estudantes, tendo estado representada nas reuniões de comissão estatutária que levaram à redação dos atuais estatutos da Universidade. O processo de fusão veio significar um aumento do número de estudantes que compõem a maior Universidade portuguesa, reforçando a necessidade da existência de uma forte e estável estrutura universal de representação da massa estudantil.
A Direção de João Marecos, que contava com José Pereira, da Faculdade de Medicina, como Vice-Presidente da Intervenção Académica, e Daniel Albino, da Faculdade de Direito, como Secretário-Geral, desenvolveu uma importante ação junto de todos os estudantes da Universidade de Lisboa, na sua antiga realidade, durante todo o processo de discussão dos Estatutos da nova Universidade de Lisboa e realçou a importância de delinear o futuro da AAUL no pós-fusão para que a Associação Académica continuasse a ter uma presença forte e constante na nova realidade.
A AAUL foi uma apoiante da fusão desde a primeira hora, tendo caminhado em conjunto com os reitores nesse processo, participando em discussões, trazendo estudantes para os debates e marcando a agenda no antigo Senado com os temas mais relevantes. A nova ULisboa foi também construída pela Associação Académica da Universidade de Lisboa na plenitude da sua atuação, do seu esforço e da sua dedicação ao sonho da academia de Lisboa.
Esta importância da AAUL vai ficar evidenciada, em grande parte, no célebre discurso do Presidente João Marecos na Abertura do Ano Académico de 2012/2013 e na sua presença no evento de mesa redonda sobre o tema: “Ensino Superior em Portugal, que futuro?” que reuniu grandes figuras da academia de Lisboa e da sociedade portuguesa num evento centrado no ensino do nosso país.
Não obstante a importância da Fusão no mandato da Direção de João Marecos, o corpo de dirigentes da AAUL do presente mandato vai procurar consolidar a efetivação da estrutura junto dos estudantes nas suas diversas áreas de atuação.
De realçar que assistimos, durante o mandato do presidente João Marecos, à contestação do regime de bolsas do ensino superior: realidade que se estende ao longo dos anos e que foi merecendo críticas por parte do movimento estudantil. Como estratégia no combate ao abandono escolar no Ensino Superior, a AAUL em cooperação com o movimento estudantil a nível nacional levou a cabo um conjunto de iniciativas com vista a materializar o descontentamento de todos os estudantes da Universidade de Lisboa em ações de reivindicação dos direitos dos estudantes do nosso país.
O mandato de João Marecos vai também ficar marcado pelo fortalecimento das relações institucionais com os demais parceiros. A boa e sólida relação com a Universidade de Lisboa e os seus dirigentes e com as demais associações de estudantes permitiu uma atuação cooperante e mais eficaz. Pela primeira vez, sob a batuta de Diogo Barbosa, Vice-Presidente das Atividades Académicas, e Rui Figueiredo, Vogal do Recreativo, estudantes da Faculdade de Ciências, foi organizada uma festa na Reitoria organizada por todas as Associações de Estudantes da Universidade de Lisboa, que trabalharam em conjunto para recolher fundos. A parte dos lucros que coube à AAUL foi entregue, sob a forma de cheque, por João Marecos em nome da AAUL, ao Reitor Sampaio da Nóvoa, para reforço do orçamento do programa de bolsas a alunos carenciados da Universidade.
A AAUL saiu também fortalecida nas suas relações externas ao âmbito da Universidade de Lisboa. Para além de termos assistido à crescente presença da AAUL nas plataformas nacionais de discussão sobre as temáticas do ensino superior, foi também durante este mandato que os estudantes da UL se fizeram representar na World Student Environmental Summit, na Suíça, e na conferência UNICA, em Oslo.
Finalmente, este foi o mandato do restabelecimento da saúde financeira da AAUL, depois de uma fase inicial turbulenta e dos fantásticos esforços de recuperação financeira nos mandatos dos Presidentes André Moz Caldas e Tiago Gonçalves. A AAUL, no final do mandato de João Marecos, contava com uma situação financeira sustentável, capaz de suportar pelo menos durante dois mandatos o nível de despesas típicos da associação. Pela primeira vez na sua história, e com a aprovação de todas as associações, foi constituído em nome da Associação um instrumento de poupança de médio prazo, destinado a assegurar
o futuro da associação. No final do seu mandato, João Marecos, em nome da sua direção, destinou as seguintes palavras aos dirigentes associativos que lhe sucediam:
“Se uns mancham com oportunismo esta outrora tão nobre tarefa associativa, cabe-nos a nós, com brio e rectidão, limpá-la e dar-lhe de novo a imagem que teve. Podemos, e neste último mandato conseguimos sê-lo, o factor que determina se um colega recebe ou não bolsa; tem ou não possibilidade de se manter na Universidade; recebe ou não um dos apoios extraestaduais disponíves. Não podemos salvar o Ensino Superior nem resgatar o Estado Social, mas à frente de uma Associação, podemos fazer a diferença na vida daqueles que hoje, vocês, jurarão defender. Não esperem aplausos. O grosso do vosso trabalho não será notado, não será agradecido e poderá, até, ser negado. Pouco importa. Ajam sempre como se estivessem a ser observados. Tenham presente que, por muito que o associativismo vos valorize, em currículo e em experiência, não fazemos este caminho só por nós mas, sobretudo, pelos outros. E no fim, com ou sem aplausos, com ou sem reconhecimento, com ou sem agradecimentos, estarão tranquilos e de missão cumprida.”
Foi assim, tranquilo e com sensação de missão cumprida, que terminou o seu mandato.

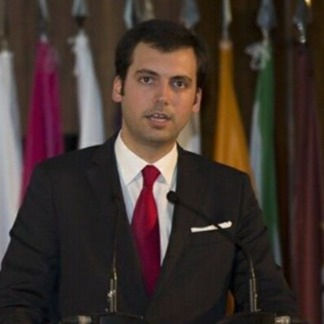
André Machado, VII Presidente da DG/AAUL

### André Machado, VII Presidente da DG/AAUL
Nascido em 1990 e Presidente da Direcção-Geral da AAUL em 2013-2014 no primeiro ano de existência da Universidade de Lisboa, depois da fusão das antigas Universidades de Lisboa e Técnica de Lisboa. Entre 2012 e 2013 havia presidido à Direção da Associação Académica da Faculdade de Direito de Lisboa (AAFDL). No plano da Universidade, a prioridade foi a concretização da fusão e a instalação da infraestrutura da nova Universidade, a maior do país. No plano da política educativa, a intervenção mais significativa foi no âmbito do financiamento das instituições de ensino superior, da ação social e da reforma da rede de ensino superior em Portugal.
O seu destaque na área das Relações Internacionais e Direito Europeu refletiu-se ao encarregar-se da Direção das Relações Internacionais da Associação Académica da Universidade de Lisboa (2010/2011) - sua primeira função na AAUL - e, também nesse mesmo ano, da Vice-Presidência da European Law Student Association - Núcleo da Faculdade de Direito da Universidade de Lisboa (ELSA-FDL), depois de ter assumido o Gabinete de Avaliação e Relações Internacionais da AAFDL.
Mais tarde, na presidência da AAUL, assumia a internacionalização da Universidade como uma prioridade estratégica para o futuro da instituição.
André Machado assume funções como Presidente da Associação Académica da Universidade de Lisboa de julho de 2013 a outubro de 2014.
A sua presidência ficou marcada por um discurso urgente a fim de se tomarem medidas efetivas contra os desafios e dificuldades que a comunidade estudantil da Universidade de Lisboa enfrentara. Novamente, a Política Educativa e de Ação Social revelaram-se principais focos deste mandato, tendo em conta a realidade descrita nas palavras do Presidente André Machado: de um “Estado que desinveste no seu futuro, com sucessivos cortes no Ensino Superior.”
À semelhança dos anos anteriores, a constante matéria do Regulamento de Atribuição de Bolsas permanece um dos grandes problemas dos estudantes da Universidade que se defrontavam com a escassez de meios para fazer face às dificuldades económicas. O abandono constante do Ensino Superior, pela falta de financiamento e de investimento contínuos ao longo dos anos assume-se como uma realidade gritante.
Desta forma o Presidente André Machado e a sua equipa pedem coragem para que haja um diálogo efetivo sobre a falta de meios, inclusivamente no que diz respeito ao alojamento na Universidade de Lisboa: este mandato destacou-se pelo reivindicação do aumento significativo de apoio e oferta de alojamento à comunidade estudantil.
Assistimos a um forte incentivo e promoção do debate estudantil com a organização de vários eventos realizados com o objetivo de aproximar a comunidade académica da ULisboa. Neste sentido é organizado o fórum “Este País é para Jovens” que constitui um importante momento de reflexão e discussão sobre a realidade dos jovens portugueses pretendendo contribuir para a construção de uma nova visão estratégica para o futuro do país e das suas novas gerações.
Vamos também assistir à organização dos IV Estados Gerais da AAUL que com a presença de figuras ilustres da comunidade académica da Universidade e da sociedade portuguesa vão assumir-se, à semelhança das anteriores edições, como determinantes na reflexão estratégica da comunidade promovida pelo debate generalizado e aberto a toda à comunidade académica da Universidade de Lisboa. Os IV Estados Gerais vão também ficar marcados pela primeira atribuição da categoria de Associado Honorário ao Professor Doutor António Sampaio da Nóvoa pela sua determinante e notável ação, próxima dos estudantes e da comunidade académica, enquanto docente e Reitor da Universidade de Lisboa.
A Direção Machado adotou estratégias de desenvolvimento de institucionalização regional e estratégias de internacionalização de forma a alargar os mapas de rede de instituições do Ensino Superior, dentro e fora de Portugal.
Definiu-se, durante o presente mandato, como prioritário o debate sobre as reformas do regime jurídico das instituições do Ensino Superior, que se considerava caduco pela escassa autonomia e participação dos estudantes e funcionários na gestão da Universidade e das várias Escolas.
Por fim, o projeto “Universidade Verde” continuou a ser alvo de atenção neste mandato com a organização do evento “AmbientALL”, como comemoração do Dia do Ambiente, tendo como objectivo sensibilizar a comunidade académica e a sociedade civil para as questões relacionadas com o ambiente.
As relações institucionais com as demais Associações de Estudantes e com as demais entidades foram fortalecidas, num claro objetivo de continuidade de boas e saudáveis relações com os demais parceiros. Diversos projetos, iniciativas e eventos demonstram esta vitalidade nas relações institucionais da AAUL ao longo do mandato. Durante este mandato, a AAUL aumenta o número de associações académicas e de estudantes membros, com a integração da Associação de Estudantes da Faculdade de Medicina Veterinária (AEFMV) e a Associação de Estudantes do Instituto Superior de Ciências Sociais e Políticas (AEISCSP). Com a fusão das antigas Universidades, a AAUL torna-se a Associação Académica representativa dos 50 mil estudantes da Universidade de Lisboa, depois de uma revisão estatutária votada por referendo organizado ao mesmo tempo que as eleições para os órgãos sociais 2014-2015.

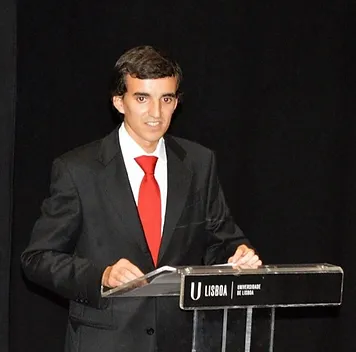
João Pedro Vieira, VIII Presidente da DG/AAUL

### João Pedro Vieira, VIII Presidente da DG/AAUL
Mestrado Integrado em Medicina pela Universidade de Lisboa (2015). Vice Presidente da AAUL (2013/14). Conselheiro Geral (2012/2013). Vereador da Câmara Municipal do Funchal (2017).
João Pedro Vieira, estudante de Medicina, assumiu a presidência da Associação Académica da Universidade de Lisboa em outubro de 2014.
O presente mandato vai ficar marcado, essencialmente, pelo contínuo processo de efetivação da AAUL na comunidade académica da Universidade e a sua aproximação a todos os estudantes que a compõem.
No grande pelouro da Ação Social a Direção de João Vieira vai definir linhas de atuação sólidas e coerentes com a ambição e vontade de todos os estudantes da Universidade de Lisboa.
Desta forma, e na sequência dos mandatos anteriores, vamos assistir à contestação ao Regulamento de Atribuição de Bolsas que ao longo dos anos tem vindo a deixar muitos estudantes sem qualquer apoio de cariz social no seu percurso académico. João Pedro Vieira e a sua direção vêm mesmo propor uma alteração ao dito regulamento defendendo um aumento do limiar máximo de elegibilidade de 14 para 16.
Ainda no âmbito da Ação Social o presente mandato fica marcado pela tomada de posição da AAUL contra o aumento da propina, mesmo que de forma residual: o abandono do Ensino Superior é à data uma realidade preocupante que vê na AAUL uma estrutura consciente da necessidade de o combater.
O mandato de João Pedro Vieira enquanto presidente da AAUL vai ser caracterizado pela aproximação da estrutura à comunidade estudantil da Universidade bem como às estruturas representativas das diversas Escolas. É desta forma que vão ser organizados diversos eventos que, num clima de forte solidez institucional, vão procurar de forma estratégica o envolvimento de todos os estudantes na vida da Universidade e da sua comunidade.
De destacar a realização da Conferência “Um olhar sobre a Pedagogia na ULisboa” e da Conferência “Da Mobilidade e das Relações Internacionais” ambas com o apoio e parceria da ULisboa.
A realização dos V Estados Gerais da AAUL vão também marcar o presente mandato: uma clara continuidade deste formato que visa a aproximação e envolvimento da comunidade através da promoção de uma reflexão conjunta sobre as matérias estruturantes sobre a vida dos estudantes do Ensino Superior.
A Direção de João Pedro Vieira vai também preconizar um notório esforço no sentido de fortalecer os laços institucionais da AAUL com os demais parceiros e entidades públicas. Para além da boa relação com a própria ULisboa demonstrada nas diversas atividades organizadas em conjunto, vamos assistir aos estreitar das relações com entidades como o Conselho Municipal da Juventude e o Conselho Nacional da Juventude. A AAUL vai também marcar presença no ENDA e no Encontro Nacional de Académicas numa clara demonstração da força institucional que caracteriza a nossa estrutura.

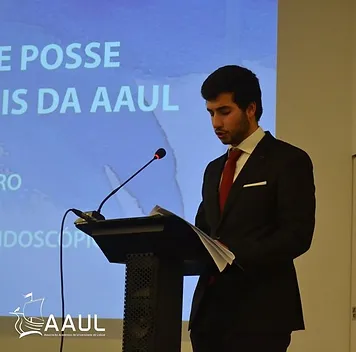
André Ferreira, IX Presidente da DG/AAUL

### André Ferreira, IX Presidente da DG/AAUL
Estudante da Faculdade de Psicologia, André Ferreira cumpriu o mandato como Presidente da AAUL entre 2016 e 2018.
O presente mandato vai ficar marcado pela reflexão sobre os desafios que a AAUL enfrenta à data e num futuro próximo. A ausência de credibilização da estrutura devido à abstenção da comunidade, a dificuldade de financiamento e as fragilizadas relações institucionais que agora se impõem à realidade da Associação representativa de todos os estudantes da Universidade vai evidenciar a necessidade de reinventar o modo de atuação dos novos dirigentes.
Um dos objetivos definido como essencial consistiu na aproximação de toda a comunidade académica da Universidade, tendo em conta que a fragmentação desta se assume como um entrave à promoção dos seus interesses.
Existiu o compromisso de promover a união estudantes e fomentar a abertura de ideias, o debate e a discussão progressiva para que, no seio da ULisboa, fosse possível convergir forças na representação dos estudantes.
Uma Associação transparente vai também consistir num objetivo e compromisso. As contas e a situação financeira da AAUL devem ser conhecidas pelos seus estudantes e associados.
Os problemas identificados e as necessidades definidas vão permitir aos sucessores dirigentes condições para optar por efetivar o papel da AAUL na comunidade.

### Rodrigo Freitas, X Presidente da DG/AAUL
Estudante na Faculdade de Direito da Universidade de Lisboa, Rodrigo Freitas iniciou o seu mandato como Presidente da AAUL em 2019.
Exerceu funções na Escola Básica e Secundária Dr. Ângelo Augusto da Silva como Representante dos alunos no Conselho da Comunidade Educativa, e também como Presidente da Direção da Associação de Estudantes (2013-2015).
Entre 2013 e 2016 foi Conselheiro Regional da Juventude da Madeira.
Assume em 2015 a Presidência da Comissão Instaladora da Federação Regional das Associações de Estudantes da Madeira, e em 2016 a Presidência da Comissão Regulamentar Interna da Associação Juvenil de Medicina da Madeira.
A ação da liderança do Presidente Rodrigo Freitas, centrou-se na reconstrução das bases da AAUL, após uma travessia no deserto que a mesmo sofreu, tendo focado a sua ação na resolução das dívidas a fornecedores, encontros com parceiros e preparação de protocolos com algumas entidades.
O Presidente Rodrigo Freitas assumiu a Presidência da AAUL em fevereiro de 2019. Não cumpriu o mandato até ao fim, tendo renunciado por razões pessoais ao cargo em junho do mesmo ano tendo sido nos termos dos Estatutos substituído pelo Vice-Presidente João Pedro Gomes, após comunicação à Mesa da Assembleia Magna.

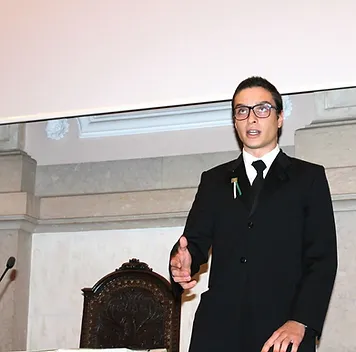
João Pedro Gomes, XI Presidente da DG/AAUL

### João Pedro Gomes, XI Presidente da DG/AAUL
Estudante do Instituto Superior de Agronomia da Universidade de Lisboa, assume o cargo de Presidente da AAUL a meio do mandato de 2019/2020, após a renúncia por razões pessoais ao cargo do Presidente Rodrigo Freitas, entre junho de 2019 e abril de 2020.
João Pedro Gomes, deu seguimento aos projetos e eixos traçados pelo Antigo Presidente Rodrigo Freitas, nomeadamente as negociações com a Reitoria da Universidade de Lisboa para o restabelecimento do financiamento suspendido ilegalmente, bem como no estreitar de relações institucionais com o Instituto Português do Desporto e Juventude, com vista a esse objetivo de trazer a AAUL de volta ao ativo, de modo a poder servir o interesse dos estudantes.
Neste mandato destaca-se o recomeço de reuniões com diversas estruturas com vista à criação de parcerias futuras, e em prol do desenvolvimento de uma melhor Universidade para os estudantes.

### Helder de Sousa Semedo, XII Presidente da DG/AAUL

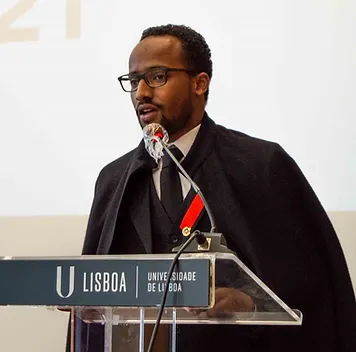
Helder de Sousa Semedo, XII Presidente da DG/AAUL

Hélder de Sousa Semedo foi estudante de Direito na Faculdade de Direito da Universidade de Lisboa.
Assumiu a liderança da AAUL em Maio de 2020. O seu primeiro mandato na presidência da estrutura foi marcado pelo condicionamento de todo o fórum académico devido à pandemia da Covid-19 que restringiu largamente a capacidade de atuação da Direção-Geral. O mandato também procurou recolocar a AAUL no ceio da discussão em torno do meio associativo procurando consolidar a posição da AAUL através do reconhecimento da estrutura enquanto Federação de estudantes por parte do Ministério da Tecnologia, Ciência e Ensino Superior.
A Direção-Geral do mandato de 2020/ 2021 trouxe novamente legitimidade à estrutura dentro da Universidade de Lisboa e procurou trabalhar em prol dos estudantes com diversas iniciativas no âmbito da Ação Social e da Segurança Universitária. Uma das grandes conquistas do mandato foi também a reaquisição da Sede da AAUL no Centro Académico do Caleidoscópio.
A sua DG promoveu a realização de várias atividades, como a primeira edição dos Estados Gerais em vários anos e um fórum de discussão sobre Segurança e Defesa na Academia.
A Académica da ULisboa voltou a marcar presença no Encontro Nacional de Direções Associativas, na Assembleia Municipal de Lisboa e reuniu com as diversas forças políticas, com o poder autárquico e com os órgãos de gestão da Universidade como forma de levar os problemas dos estudantes num tempo tão conturbado aos decisores políticos e reitorais.
Foi reeleito em Maio de 2021 para um segundo mandato que não completou após a demissão em massa dos elementos efetivos da Direção Geral devido a divergências ideológicas em relação ao futuro da AAUL, que levou a que o mesmo tivesse de abdicar do seu mandato.

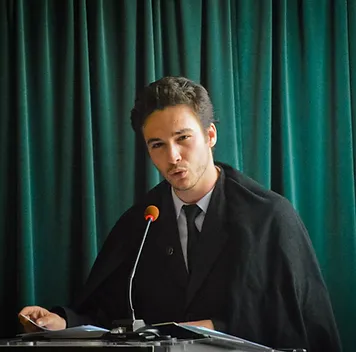
Miguel de Sousa Afonso, XIII Presidente da DG/AAUL

### Miguel de Sousa Afonso, XIII Presidente da DG/AAUL
Miguel de Sousa Afonso é licenciado em Direito pela Faculdade de Direito da Universidade de Lisboa, tendo frequentado posteriormente o Mestrado em Direito Administrativo na mesma escola. Foi colaborador da AAFDL antes de assumir a Vice-presidência da Coordenação Geral da AAUL no mandato de 2020/ 2021.
Na sequência da queda da Direção-Geral do mandato de 2021-2022 Miguel de Sousa Afonso assumiu a liderança da Comissão de Gestão da AAUL. Durante os meses de verão de 2021 foi feito um inventário do património da Associação em conjunto com a Assembleia Magna e assegurou-se a estabilidade da estrutura até novas eleições intercalares para a DG.
Em outubro de 2021 Miguel de Sousa Afonso tomou posse como o 13º Presidente da Direção-Geral da Associação Académica da Universidade de Lisboa. O seu mandato foi marcado por um conjunto de iniciativas notáveis. A nível de Política Educativa e Saúde foram realizados vários inquéritos e estudos - tais como em relação ao impacto da Pandemia da Covid-19 nos Estudantes da Universidade de Lisboa e um estudo sobre a Saúde Mental. A AAUL também se destacou com uma presença mais ativas em vários fóruns de discussão como o ENDA e outros plenários autárquicos, assim como uma participação mais ativa no Senado da Universidade de Lisboa pela primeira vez desde a reativação da estrutura. A Direção-Geral também procurou estabelecer um clima de cooperação e trabalho conjunto com os vários representantes estudantis nos Órgãos Universitários - Conselho Geral e Senado da ULisboa.
O mandato foi marcado por mais de 30 atividades e iniciativas num espaço de 7 meses em funções. Das várias atividades é de destacar a organização do “Debate Jovem: Legislativas de 2022” que contou com a presença de todas as forças políticas com representação na Assembleia República e pela “Semana do Emprego e Empreendedorismo”.
Uma maior dinamização das Secções Autónomas também foi registada, com a promoção do Núcleo de Estudos Gerais da Universidade de Lisboa, da Secção Autónoma de Xadrez e com a construção das bases de futuras secções – como a Secção Autónoma de Voluntariado na ULisboa. Também se expandiu o leque de parcerias da AAUL tendo assinado protocolos com diversas instituições e empresas. Também de destacar a promoção dos vários meios de comunicação da Associação com crescimento em todas as plataformas foco, através de estratégias e campanhas executadas.
O mandato foi caracterizado por uma credibilização da estrutura da AAUL no seio do Movimento Associativo através de uma aproximação da AAUL às demais AE’s da ULisboa, com o reconhecimento por parte do Ministério da Ciência, Tecnologia e Ensino Superior da AAUL enquanto Federação de Estudantes e o restabelecimento do financiamento da AAUL por parte do IPDJ pela primeira vez desde 2016.
Tendo assim cumprido o desígnio inicial de Erguer, Efetivar e lançado as bases para a Evolução da AAUL.
“Permitam-me que estabeleça a derradeira e fundamental premissa para a concretização do nosso sonho e da nossa missão: o espírito de Confiança. A nossa confiança. A vossa confiança.
A nossa confiança num futuro melhor, nos nossos estudantes, na nossa estrutura, na nossa Universidade, na nossa comunidade.
Mas sobretudo a confiança daqueles que por nós são representados e daqueles que connosco partilham a honrosa tarefa de defender os direitos dos nossos estudantes.
A Confiança destes no nosso sonho, na nossa determinação, na nossa existência”
– Discurso de Tomada de Posse de Miguel de Sousa Afonso.

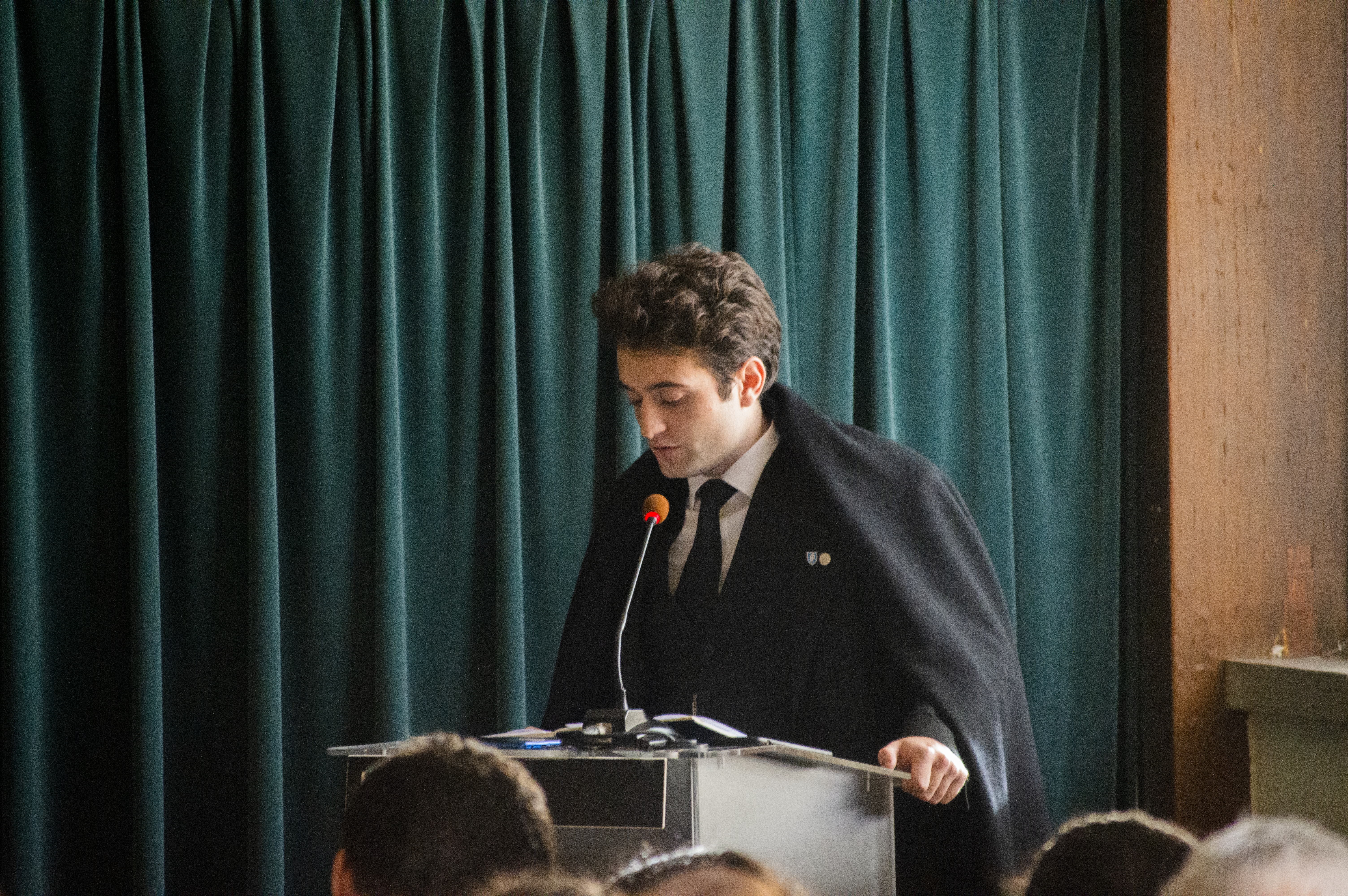
José Afonso Garcia, XIV Presidente da AAUL

### José Afonso Garcia, XIV Presidente da DG/AAUL
José Afonso Garcia assumiu funções como o 14º Presidente da Direção-Geral da AAUL. Iniciou o seu percurso na Universidade de Lisboa ao ingressar em 2019 na Licenciatura em Engenharia Informática e de Computadores no Instituto Superior Técnico.
Envolveu-se em vários projetos associativos no IST e na Universidade. Foi Embaixador do IST no Encontro Nacional de Estudantes de Informática em 2019, Marketing Manager da AISEC in Lisboa ISEG em 2020, Colaborador da AEIST - Associação do Estudantes do Instituto Superior Técnico - em 2021, Membro do Núcleo Estudantil de Engenharia Informática do IST e esteve na organização da Semana Empresaria e Tecnológica do IST em 2022. Foi também membro da Assembleia de Escola do IST de 2020 a 2022, membro por inerência do Senado e candidato ao Conselho Geral da Universidade de Lisboa em 2021.
Iniciou em 2021 o seu percurso na AAUL, primeiro enquanto Vogal para as Secções Autónomas e posteriormente enquanto Vice-Presidente da Gestão Interna (coordenando os pelouros da Comunicação, Relações Internas e Integração Académica).
José Afonso Garcia assumiu a presidência da AAUL em junho de 2022, com Tomás Antunes, Ana Cruz e Diogo Ferreira Leite como Vice-Presidentes, Sara Fernandes como Tesoureira (tendo sido posteriormente substituída por Miguel Cardoso) e Joice Bernardo como Secretária-Geral da Direção-Geral. Na Mesa da Assembleia Magna contou com o antigo Presidente da DG Miguel de Sousa Afonso e com o Presidente da AAMDL Gonçalo Felizardo com Presidente do Conselho Fiscal da AAUL. O seu mandato procurou dar seguimento aos eixos delimitados no mandato anterior e continuar o trabalho de efetivação e evolução da estrutura.
O restabelecimento dos fundos do IPDJ permitiu um reforço na organização das atividades recreativas e culturais da Associação, tendo ao longo do mandato sido possível organizar uma série de atividades de grande dimensão. De destacar a organização da Festa de Halloween em parceria com a Associação de Estudantes da Faculdade de Letras da ULisboa e a organização do Festival Solidário Viver ULisboa no Estádio Universitário de Lisboa. De destacar também a organização do Concurso de Talentos da Universidade de Lisboa, que contou com uma participação expressiva da comunidade estudantil.
Ao nível de atividades de caráter formativo e académico de destacar a organização da 1ª Feira da Mobilidade de AAUL no Centro Académico do Caleidoscópio, que deu a conhecer aos estudantes da Universidade os vários programas de mobilidade existentes na nossa Universidade. A organização da 7ª Edição dos Estados Gerais da AAUL que ocorreu ao longo dos dias 14, 15 e 16 de fevereiro de 2023 que contou com uma série de oradores reconhecidos do mundo académico e político, tendo o evento terminado na celebração do 16º aniversário da AAUL com a realização de um momento de debate e reflexão com os antigos presidentes da estrutura. A Direção-Geral também promoveu uma série de momentos de formação dos seus dirigentes e das Associações de Estudantes da ULisboa, como a organização do Fim de Semana da AAUL e formações de apoio à construção de candidaturas do IPDJ.
A Política Educativa também assumiu uma dimensão relevante no mandato. Tendo a Direção-Geral ao longo do seu tempo em funções reunido com todos os Grupos Parlamentares da Assembleia da República, com o executivo da Câmara Municipal de Lisboa e as várias Juntas de Freguesia da Cidade de forma a levar os problemas e necessidades dos estudantes diretamente aos decisores políticos.
As Secções Autónomas da AAUL também conseguiram reforçar a sua atividade, em particular a Secção ULisboa Solidária que ao longo do mandato organizou uma série de atividades de sensibilização e solidariedade. Tendo sido também concretizadas a criação de duas novas Secções, a Secção Autónoma de Direitos Humanos e o Núcleo da Paz Interior. 
No contexto da crise socioeconómica que afetou de forma muito incisiva a comunidade da Universidade de Lisboa foi necessário que a AAUL assumisse uma postura mais reivindicativa numa série de momentos. Para começar, a política imposta pela Universidade de Lisboa de cobrar às AAEEs a utilização de espaços para realização de atividades foi revertida graças a reivindicação e postura intransigente da Direção contra esta prática injusta para com a promoção do Associativismo na Universidade. A AAUL participou também em conjunto com o movimento associativo local nas manifestações do Dia Nacional do Estudante. A AAUL teve também um papel fundamental na criação do Movimento de Habitação de Abril, tendo sido a primeira estrutura subscritora do manifesto do Movimento, e tendo participado na ação de revindicação realizada no dia 24 de abril de 2023 - onde os estudantes da Universidade acamparam no jardim da alameda da Universidade de Lisboa para protestar contra os predatórios valores no acesso à habitação na cidade de Lisboa. 
A AAUL foi membro organizador do Congresso da Juventude Portuguesa realizado em Lisboa em outubro de 2022 - que contou com uma série de oradores relevantes do movimento associativo nacional. Continuou a manter-se uma intervenção ativa no Senado da Universidade de Lisboa e marcou presença em todos os ENDAs realizados ao longo do mandato (Lisboa, Aveiro, Vila do Conde e Porto respetivamente). Foi possível também colaborar numa série de iniciativas com o Conselho Nacional da Juventude tendo a AAUL apoiado na organização da conferência "Dizer Presente ao Futuro" que contou com a presença do Ministro da Educação e na organização de uma campanha de recolha de sangue na nossa sede no Caleidoscópio - evento que contou com a participação da Associação Académica de Lisboa e com a Federação Académica de Lisboa.
No final do mandato a Associação Académica da Universidade de Lisboa encontrava-se numa posição estável do ponto de vista financeiro, com uma série de Associações de Estudantes em processo de vinculação à estrutura, com um trabalho reconhecido local e nacionalmente, assim como com uma presença muito mais significativa nos Órgãos Universitários (na sequência das eleições de maio de 2023) - Senado e Conselho Geral.
"Renovadas as gerações, a essência do estudante de há 50 anos perdura no nosso espírito. É nossa responsabilidade, enquanto jovens e estudantes, empenharemo-nos na idealização de um mundo melhor e empregar todo o nosso fôlego juvenil na construção desse futuro.
As bandeiras que empunhamos hoje são claras e demonstram o futuro que almejamos:
Um futuro em que o sonho de um Estudante em prosseguir os seus estudos não seja dissolvido pela sua situação socioeconómica;
Um futuro em que cada estudante se sinta seguro, livre de assédios ou discriminações de qualquer ordem.
Um futuro onde os problemas de saúde mental sejam encarados com seriedade e onde as soluções ativas para esta problemática sejam efetivamente aplicadas.
Um futuro onde as preocupações com a sustentabilidade sejam levadas a sério, pois é de um problema sério que se trata.
Um futuro onde o ensino superior não seja visto apenas com um gasto orçamental, mas sim como um investimento. E a educação seja realmente encarada como um motor para evolução do nosso país.
Acima de tudo, um presente com perspetiva de futuro para todos, construído com todos. E enquanto assim não for, podem ter a certeza que não descansaremos, porque o papel do estudante é nunca se acomodar." 
Discurso de Tomada de Posse de José Afonso Garcia

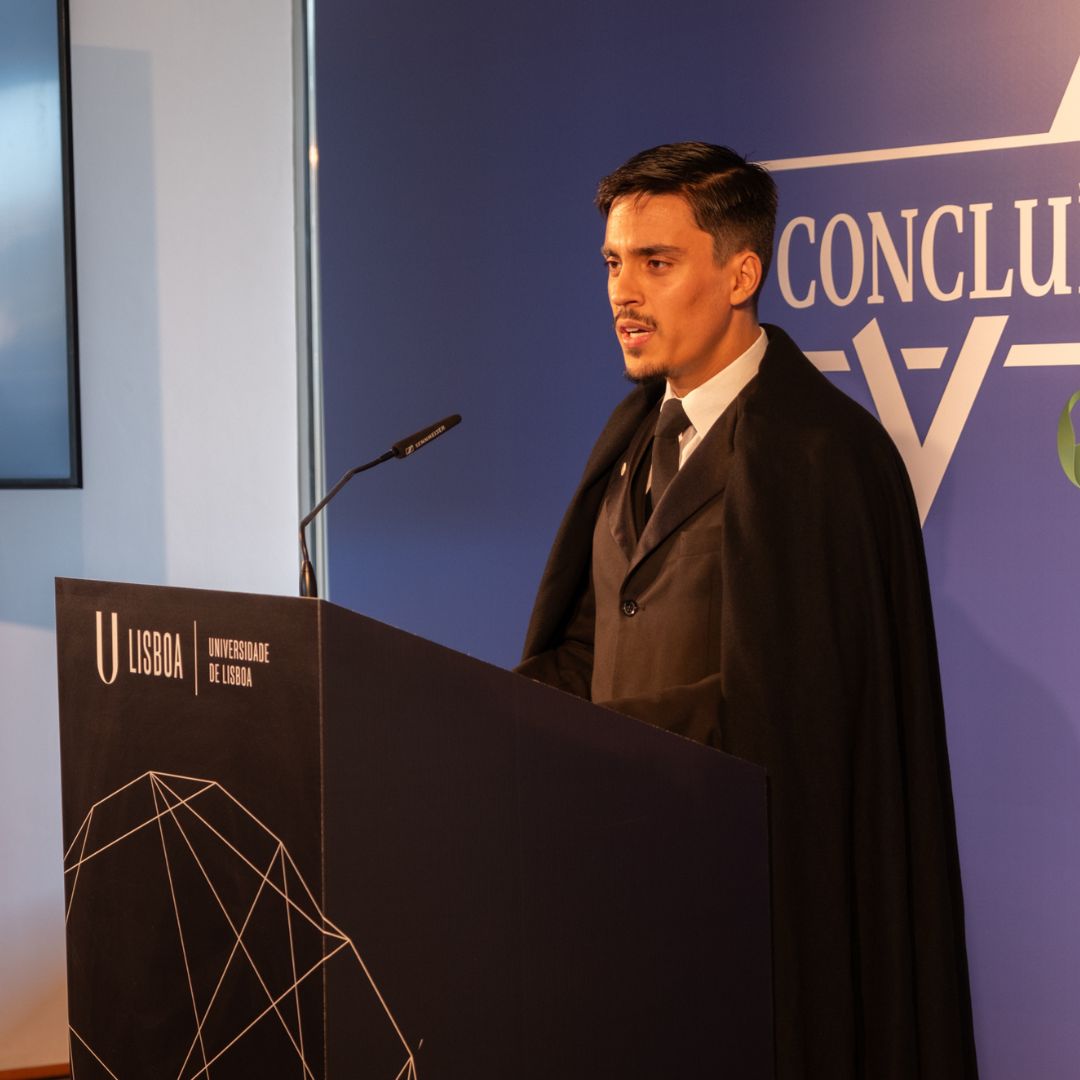
Diogo Ferreira Leite, XV Presidente da AAUL

### Diogo Ferreira Leite, XV Presidente da DG/AAUL
Diogo Ferreira Leite assumiu funções como o 15° Presidente da Direção-Geral da AAUL e foi o primeiro estudante a completar dois mandatos enquanto Presidente da Direção-Geral da AAUL. 
Ingressou na Universidade de Lisboa em 2019 na Licenciatura em Ciência Política no Instituto Superior de Ciências Sociais e Políticas. Após a conclusão da sua licenciatura em 2022 iniciou o Mestrado em Economia Internacional e Estudos Europeus no Instituto Superior de Economia e Gestão - tendo sido o primeiro estudante de ambas as escolas a dirigir a AAUL.
Começou o seu percurso na AAUL em 2021 como Vogal do Apoio e Coesão Estudantil, mais tarde como Vice-Presidente, responsável pelos pelouros das Seções Autónomas, Intervenção Cívica, Política Educativa, Ação Social e Apoio e Coesão Estudantil.
Em Maio de 2023, é eleito Conselheiro Geral da Universidade de Lisboa, onde cumpriu um mandato de dois anos e onde integrou a Comissão de Auto-Avaliação da Universidade de Lisboa.
No decorrer do seu primeiro mandato a sua equipa contou com Inês de Oliveira Neves como Secretária Geral, Miguel de Oliveira Gonçalves como Tesoureiro, Gonçalo Osório de Castro, Alice Nobre e Clara Palma como Vice-Presidentes. Contou ainda com Miguel Dias Cardoso, Senador da ULisboa, como Presidente da Mesa da Assembleia Magna e com o Marco Assunção, Vice-Presidente da AEFPIE, como Presidente do Conselho Fiscal.
Já no seu segundo mandato, a equipa era composta por Leonor Caixeiro como Secretária-Geral, João Fernandes como Tesoureiro e Marco Magriço, Juliana Palma Carlos e Gonçalo Osório de Castro como Vice Presidentes, bem como com Marco Assunção como Presidente da Mesa da Assembleia Magna e Alice Nobre, dirigente da Assoicação Nacional de Estudantes de Nutrição, como Presidente do Conselho Fiscal.
Durante os seus mandatos enquanto Presidente as Direções-Gerais presididas por Diogo Ferreira Leite tiveram como principal objetivo a reaproximação da AAUL da Reitoria da Universidade de Lisboa e a credibilização externa da estrutura junto dos seus parceiros institucionais.
No âmbito das relações bilaterais entre a AAUL e a Reitoria é de destacar o papel fundamental assumido pela AAUL no verão de 2023. Neste momento a AAUL foi a única estrutura associativa em Lisboa a acompanhar a Universidade de Lisboa na reivindicação contra a nova fórmula de financiamento do Ensino Superior, fórmula essa que penalizava a Universidade de Lisboa comparativamente a outras Universidades do país. A pressão política e mediática protagonizada pela AAUL permitiu que a Universidade e o Governo de então negociassem um modelo de financiamento alternativo que não penalizasse a Universidade de Lisboa e os seus estudantes. Um momento que representou um dos grande marcos dos dois mandatos de Diogo Ferreira Leite enquanto Presidente da AAUL.
Durante os seus dois mandatos foi possível a AAUL voltar a intervir em representação dos estudantes da Universidade de Lisboa em alguns momentos solenes da vida da Universidade, como nas inaugurações das Residências António Cruz Serra, Manuel da Maia e na histórica inauguração do Pavilhão de Portugal da Universidade de Lisboa em abril de 2025.
A AAUL procurou manter um papel ativo na discussão política dos problemas dos estudantes do Ensino Superior, quer em reuniões com Grupos Parlamentares ou nas campanhas das eleições Legislativas de 2024 e 2025. A nível autárquico a AAUL foi parte ativa na aprovação da nova Carta de Habitação da Câmara Municipal de Lisboa e na criação do Conselho Municipal de Juventude de Lisboa, tendo o Vice-Presidente da Política Educativa da AAUL sido eleito como Membro da Mesa do órgão aquando da sua criação. A AAUL pela primeira vez desde a reativação da estrutura foi convidada a representar os interesses dos estudantes da Univiersidade de Lisboa em audiências conjuntas com o Movimento Estudantil juntamento do Ministério da Educação, Ministério da Juventude e com a própria Presidência da Assembleia da República.
A pasta da Responsabilidade Social assumiu também uma importância preponderante, tendo em conta o contexto sócio-económico adverso enfrentado pelos estudantes da Universidade de Lisboa, com a promoção de diversas iniciativas solidárias - como o lançamento do Banco de Habitação da AAUL (uma plataforma para facilitar o acesso à habitação acessível dos estudantes deslocados na nossa cidade), o Centro de Explicações da AAUL e as primeiras duas edições do Jantar Solidário de Natal da AAUL para estudantes deslocados.
A AAUL, durante estes dois anos de mandato, tornou-se igualmente numa referência nacional na expressão mediática, com uma presença muito significativa nos meios de comunicação social.
A nível de atividades a situação financeira sólida da AAUL permitiu que a AAUL começasse a realizar eventos de uma dimensão maior, como a primeira edição do AAUL Form, uma formação para dirigentes associativos de Lisboa, a primeira edição do Hallowbeer, uma festa de Halloween da AAUL, e as duas Galas de Aniversário da Associação, que contaram com a presença de dezenas de personalidades relevantes da vida política e associativa a nível nacional.
A AAUL procurou estreitar as suas relações dentro do Movimento Estudantil Nacional, tendo tido uma presença muito mais ativa em vários fóruns como o Conselho Nacional de Juventude e nos Encontros Nacionais de Direções Associativas. A estrutura reforçou também a sua capacidade de servir os seus associados extraordinários, através de apoios logísticos nos seus eventos e com os Kits de Caloiro da AAUL.
Os seus mandatos também foram marcados pela aprovação da Carta de Princípios da AAUL em Assembleia Magna em dezembro de 2023, a formalização da Secção Autónoma, HeforShe ULisboa, um estudo relativo às condições dos estudantes da Universidade de Lisboa, que contou com a participação de milhares de estudantes e teve um impacto mediático significativo, e no final dos seus mandatos por uma presença muito mais significativa da estrutura no Conselho Geral e Senado da Universidade de Lisboa na sequência das eleições de 2025 - que contaram com uma taxa de participação histórica dos estudantes da Universidade de Lisboa.
"A Associação Académica da Universidade de Lisboa soube navegar as marés difíceis de uma Universidade, Cidade e País em transformação. Soube ser um exemplo de estabilidade e responsabilidade com a causa estudantil.

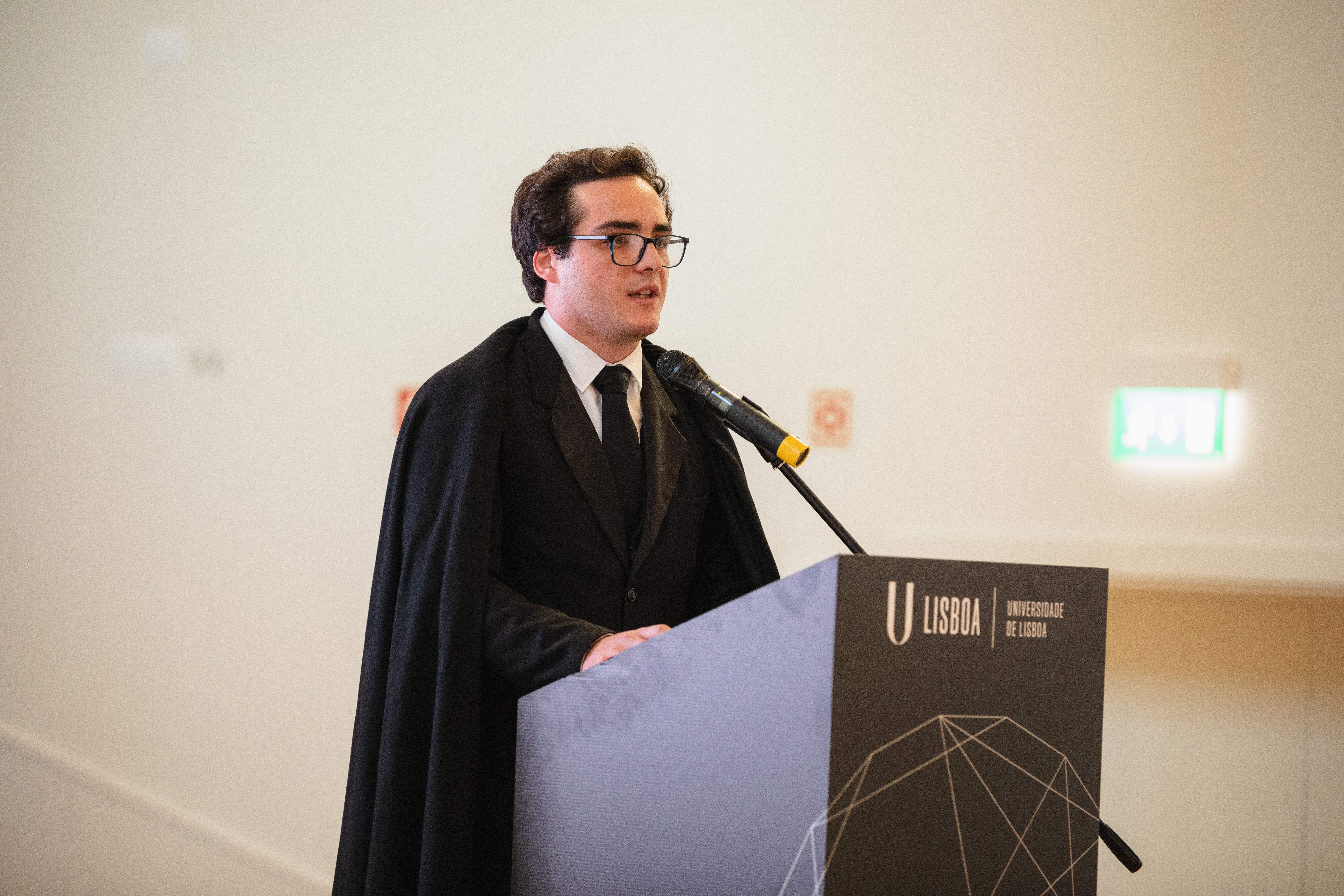
Gonçalo Osório de Castro, XVI Presidente da AAUL

### Gonçalo Osório de Castro, XVI Presidente da DG/AAUL
Gonçalo Osório de Castro assume funções enquanto 16º Presidente da Direção-Geral da AAUL. Ingressou na Licenciatura em Management no Instituto Superior de Economia e Gestão, onde é, atualmente, mestrando.
Desde o início do seu percurso universitário que se envolveu em projetos de cidadania e participação cívica. Fundou, em 2021, a Associação Académica de Ciências Económicas e Políticas (AACEP), associação que visa combater a iliteracia política no meio universitário. Foi, através da AACEP, que teve o seu primeiro contacto com a AAUL, na organização do Debate Jovem das Legislativas 2022.
Adicionalmente, desenvolveu o projeto Lista Sombra, visando simular uma candidatura jovem ao Parlamento Europeu.
Em 2023, a convite de Diogo Ferreira Leite, inicia o seu percurso na AAUL enquanto Vice-Presidente da Gestão e Planeamento, cargo que exerce durante 2 mandatos consecutivos.
Em 2025, foi eleito Conselheiro Geral da Universidade de Lisboa, pela Lista M - Motiva a Mudança.
A sua equipa conta com António Matos, Adriana Alvim e José Ribeiro como Vice-Presidentes, Sílvia Batista como Secretária-Geral e Maria Ribeiro como Tesoureira.
"Romain Rolland disse “Agir, é acreditar”. E que melhor forma de agir do que acreditar numa estrutura como a AAUL? A Direção-Geral que acaba de tomar posse, acredita. Acreditamos que num país onde impera a perneciosidade das quintinhas privadas, tudo faremos para que sejamos uma só comunidade académica, comprometidos com a Universidade a que chamamos Casa, todos nós a lutar por um Ensino Superior mais justo, mais acessível, mais digno.
Os jovens de hoje são os Homens e Mulheres de amanhã. Falar de Juventude, significa voltarmo-nos para o futuro. Mas nós não tememos o futuro, porque acreditamos no caminhar da história.
E, portanto, o meu pedido é só um: Sejamos realistas, exigemos o impossível"
Discurso da Tomada de Posse de Gonçalo Osório de Castro